# Viladecans
|  | Per a altres significats, vegeu «Joan-Pere Viladecans». |

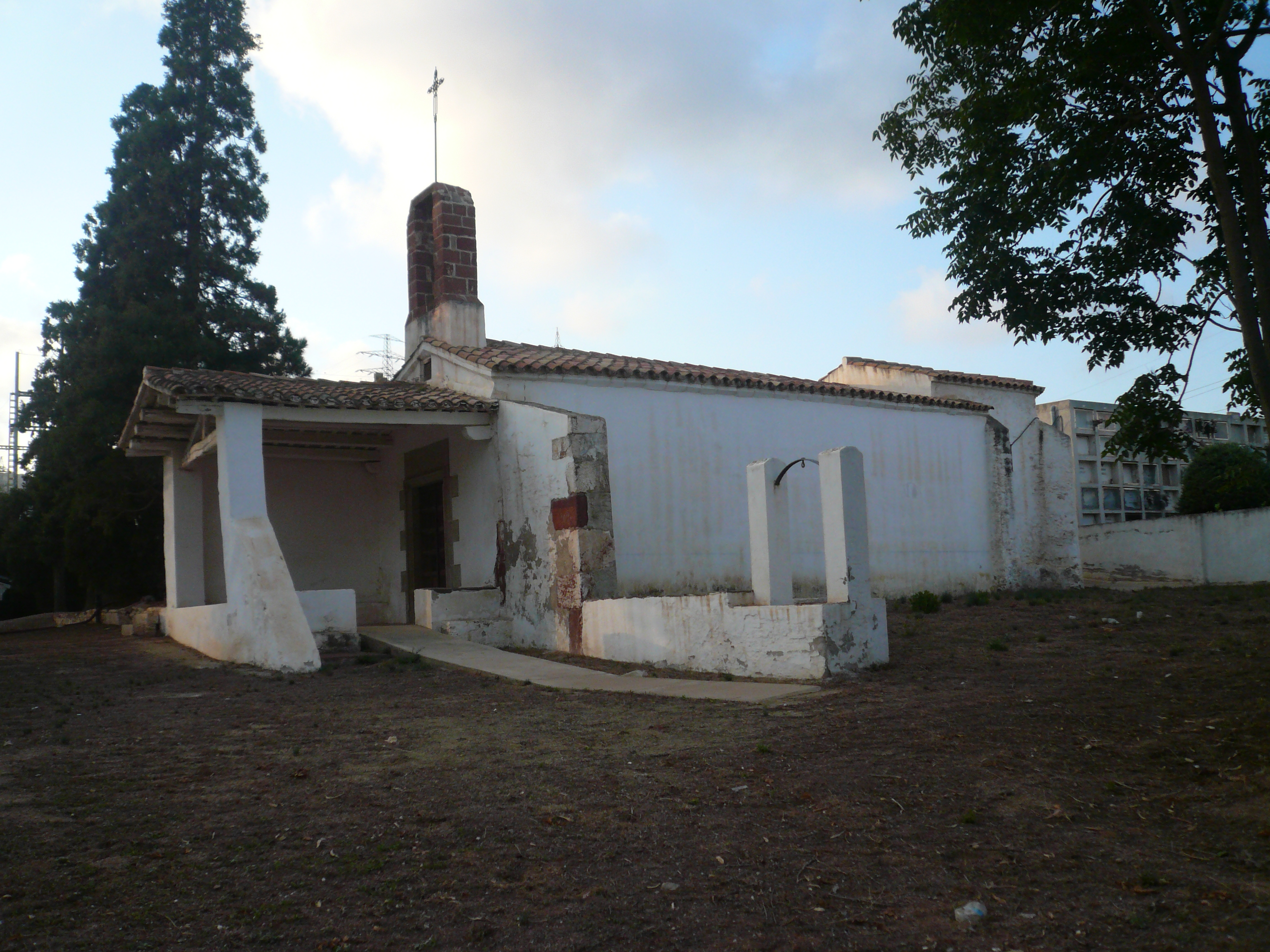
Ermita de la Mare de Déu de Sales (anterior al s.X)

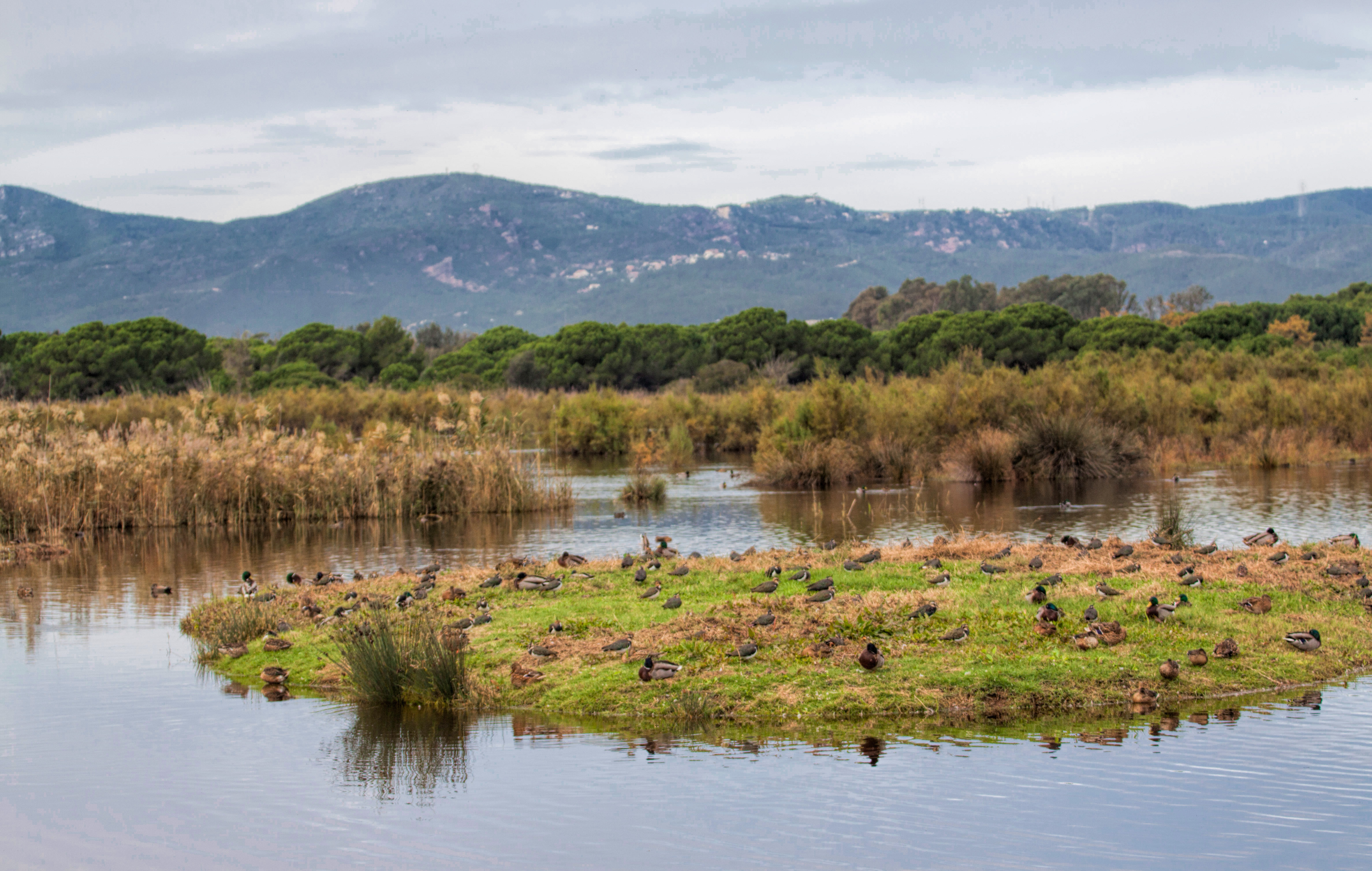
Espai Natural del Remolar-Filipines

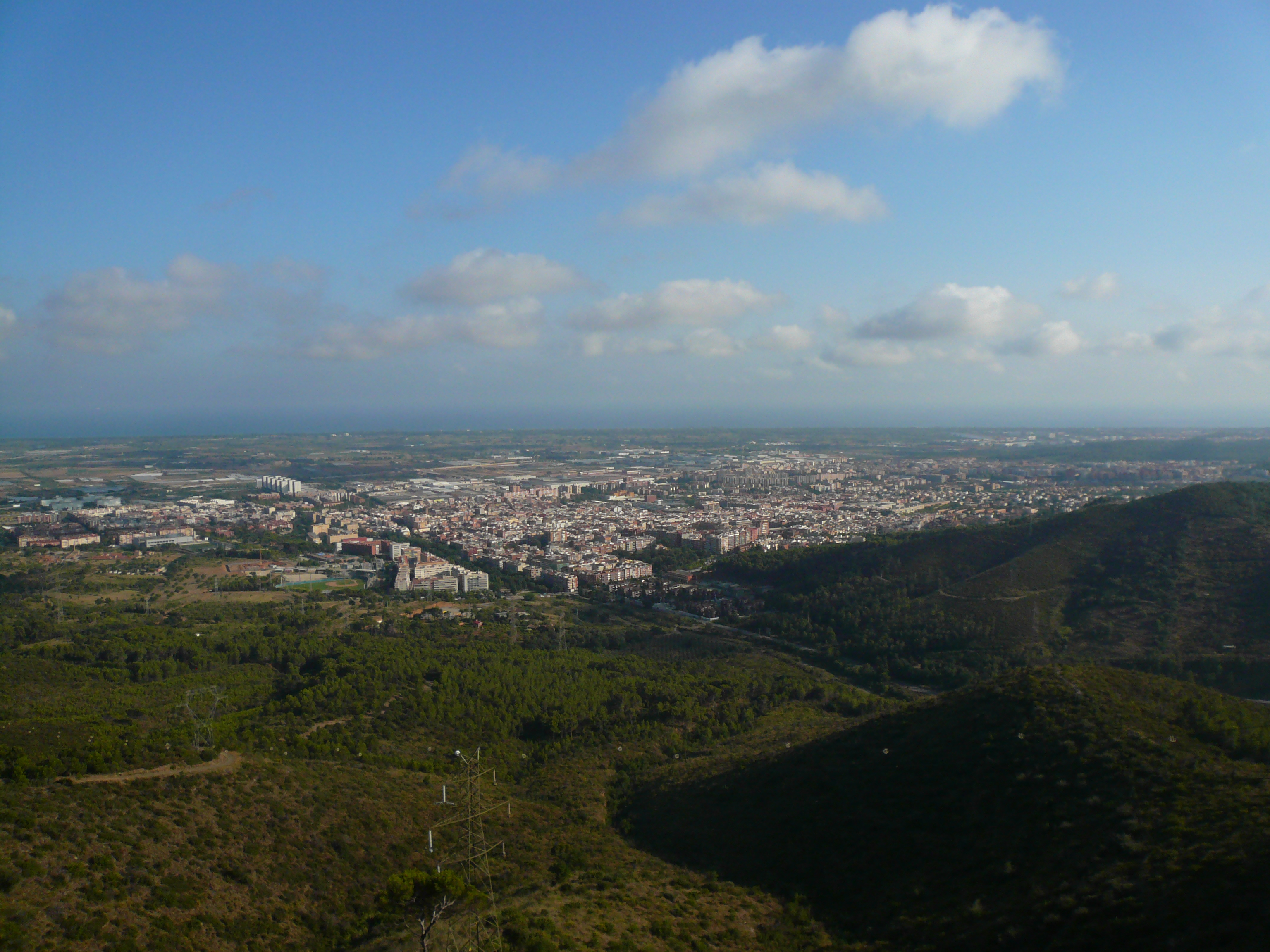
Viladecans des de Sant Ramon

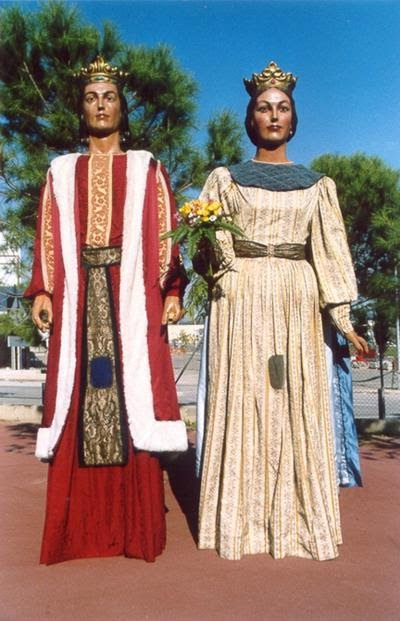
Gegants de Viladecans

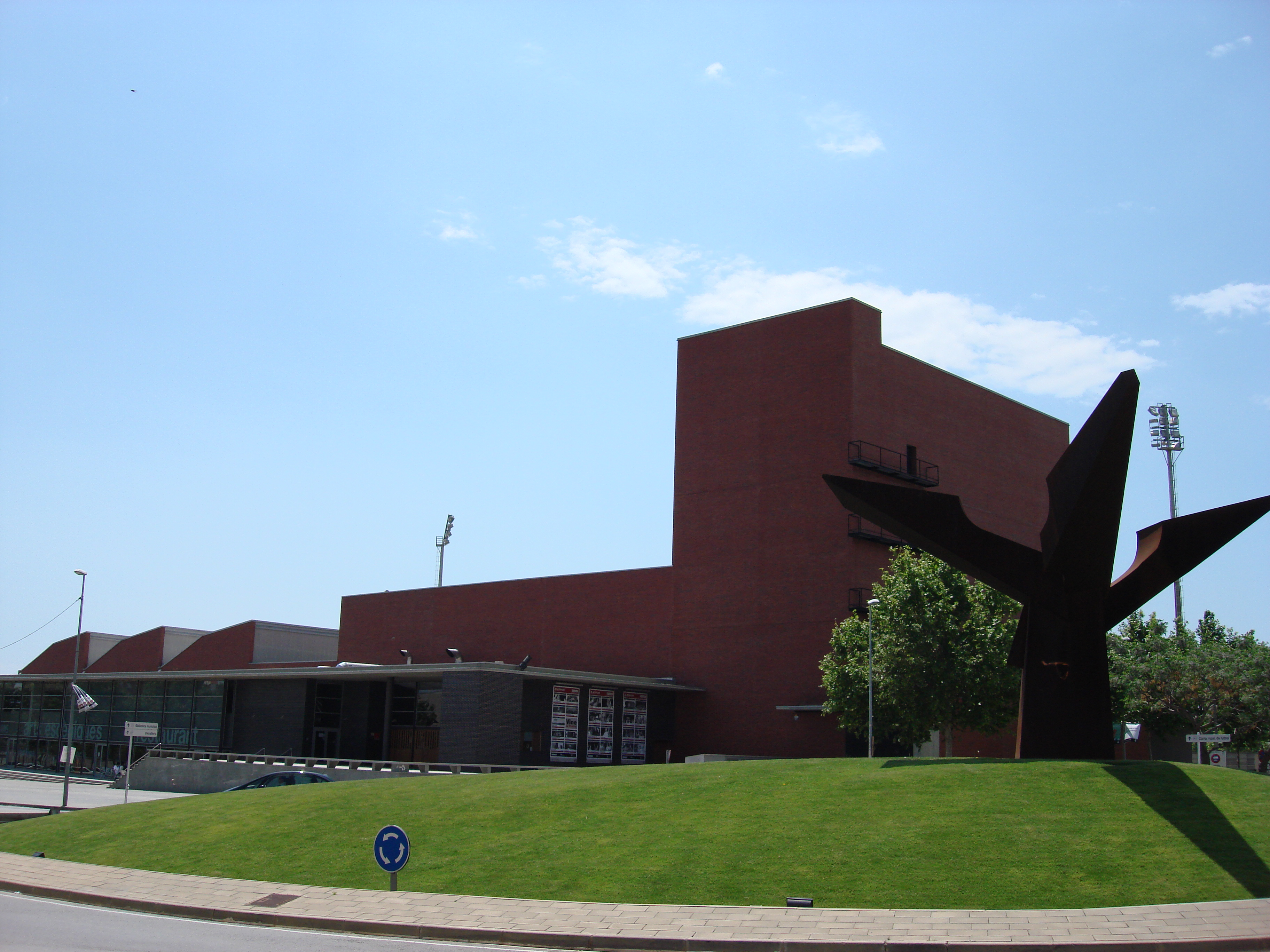
Atrium Viladecans amb el monument als quatre vents

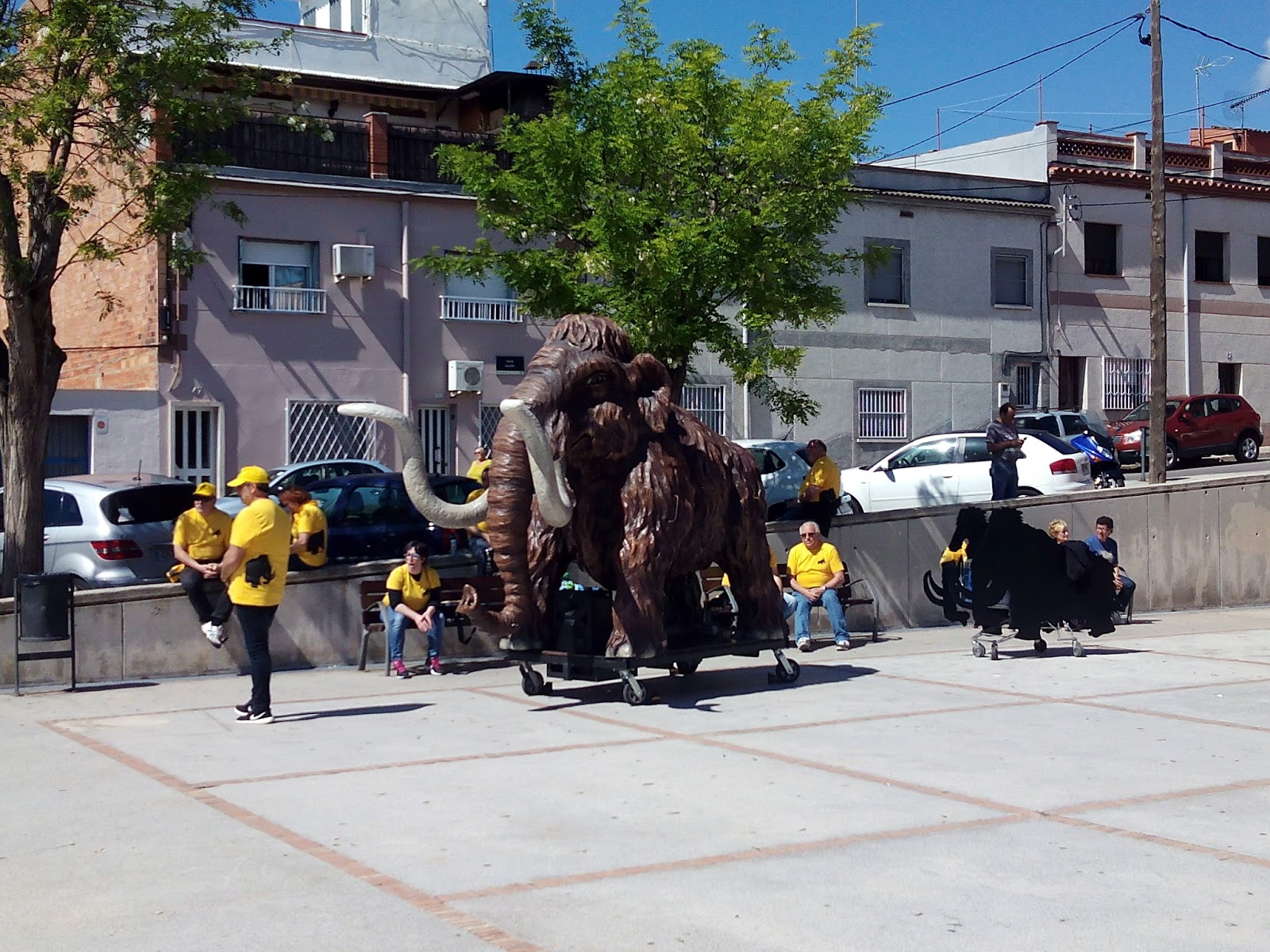
Mamut de Viladecans amb la colla

Viladecans és una ciutat del sud de la comarca del Baix Llobregat. Situada molt a prop de Barcelona, forma part de l'Àrea Metropolitana de Barcelona, hi viuen 67.197 habitants (2020). El seu terme municipal és de 20,4 km². La ciutat limita amb els municipis de Sant Boi de Llobregat, Gavà, Sant Climent de Llobregat i El Prat de Llobregat.

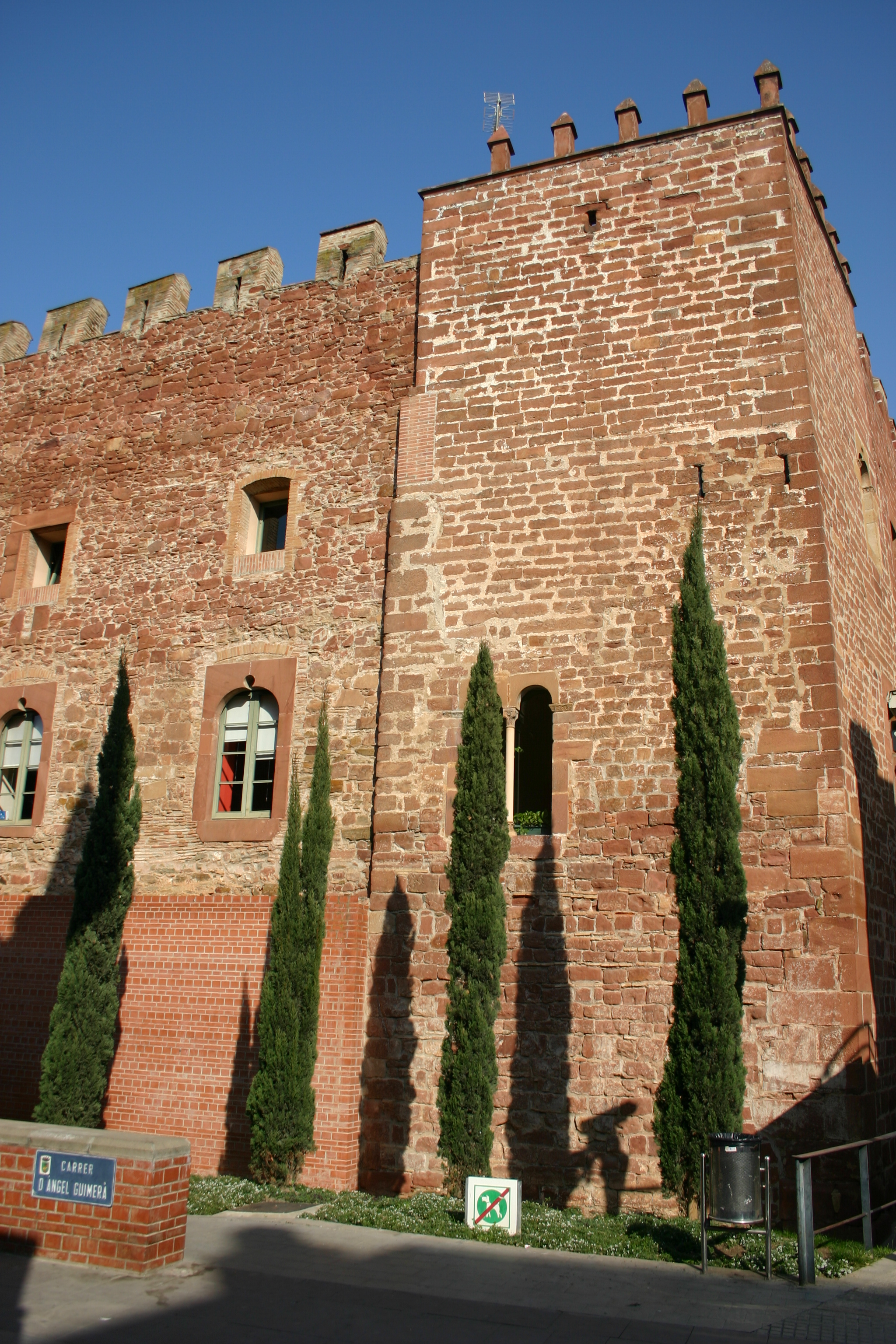
Torre del Baró

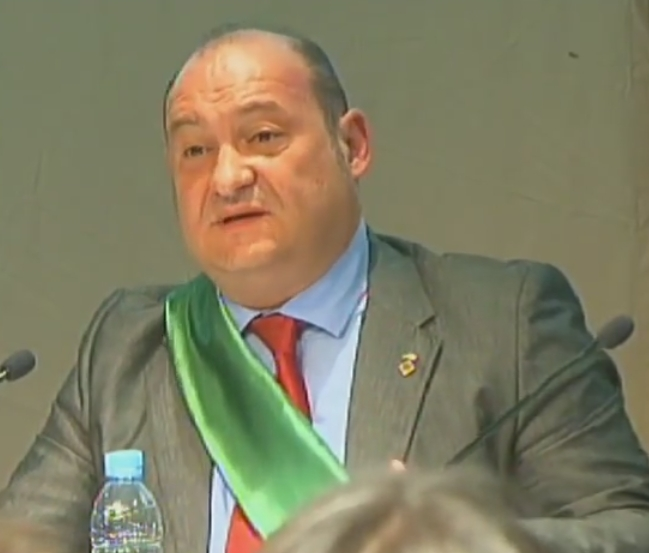
Carles Ruiz Novella, batlle de Viladecans 2005-2024

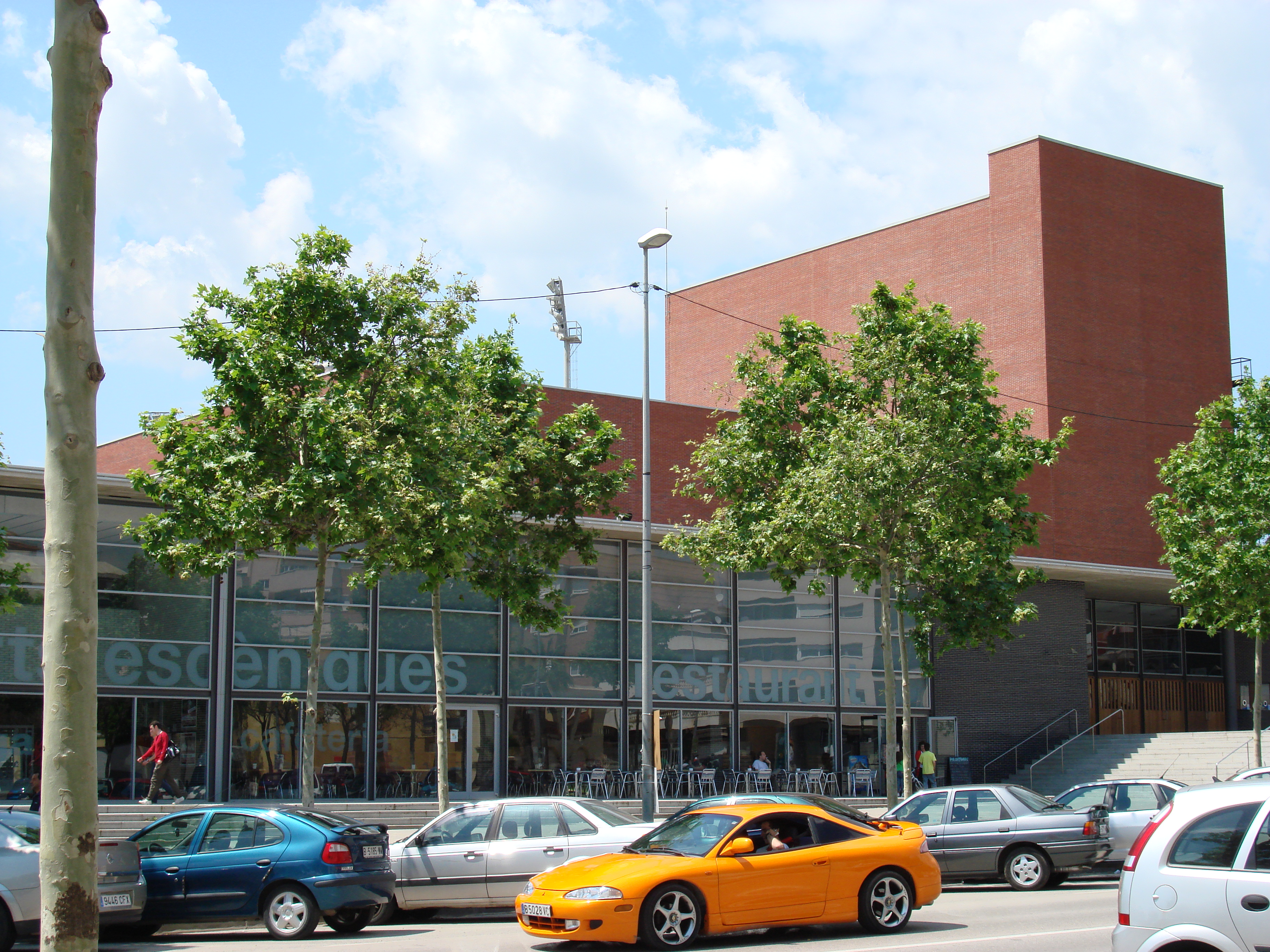
Atrium Viladecans

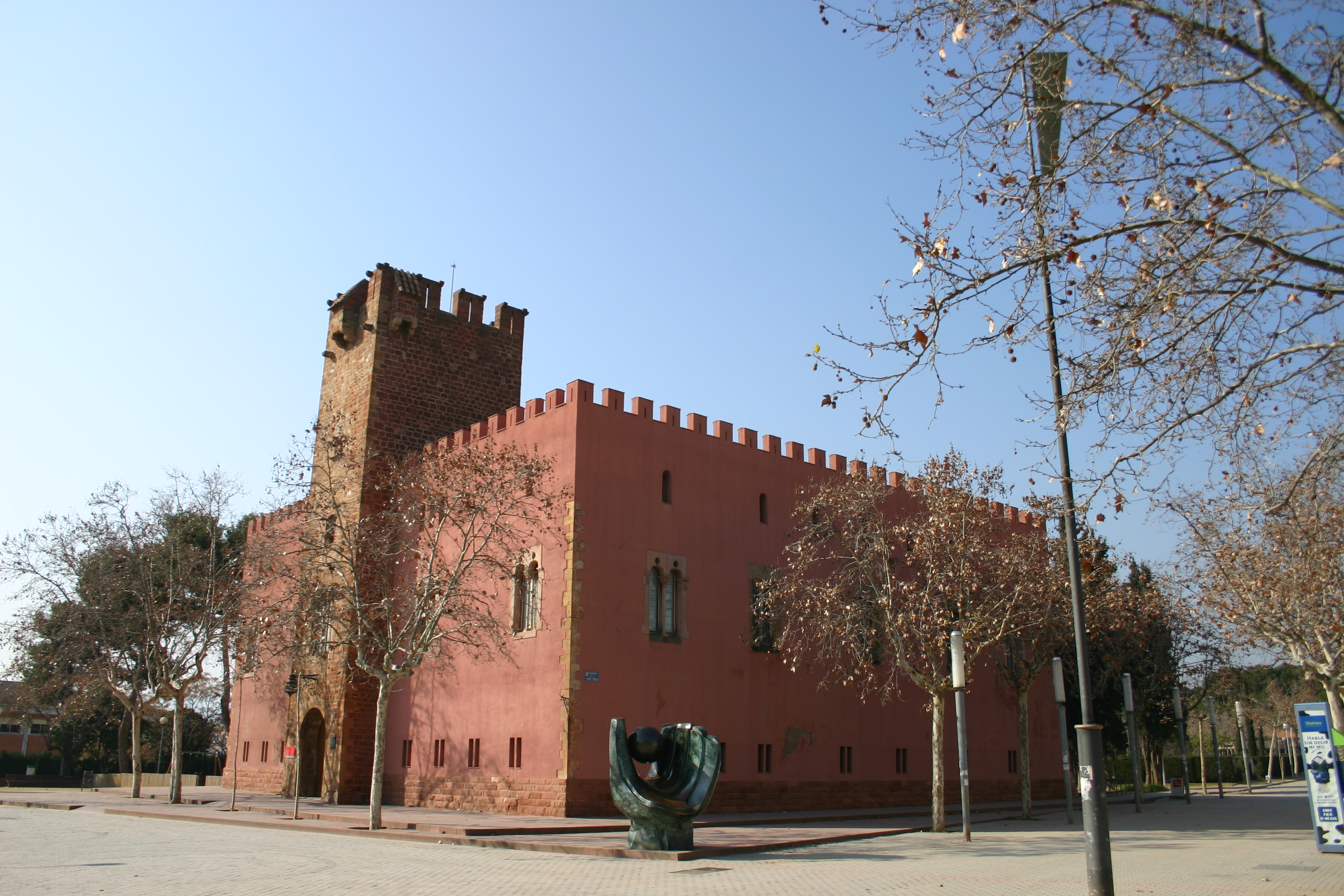
Torre Roja

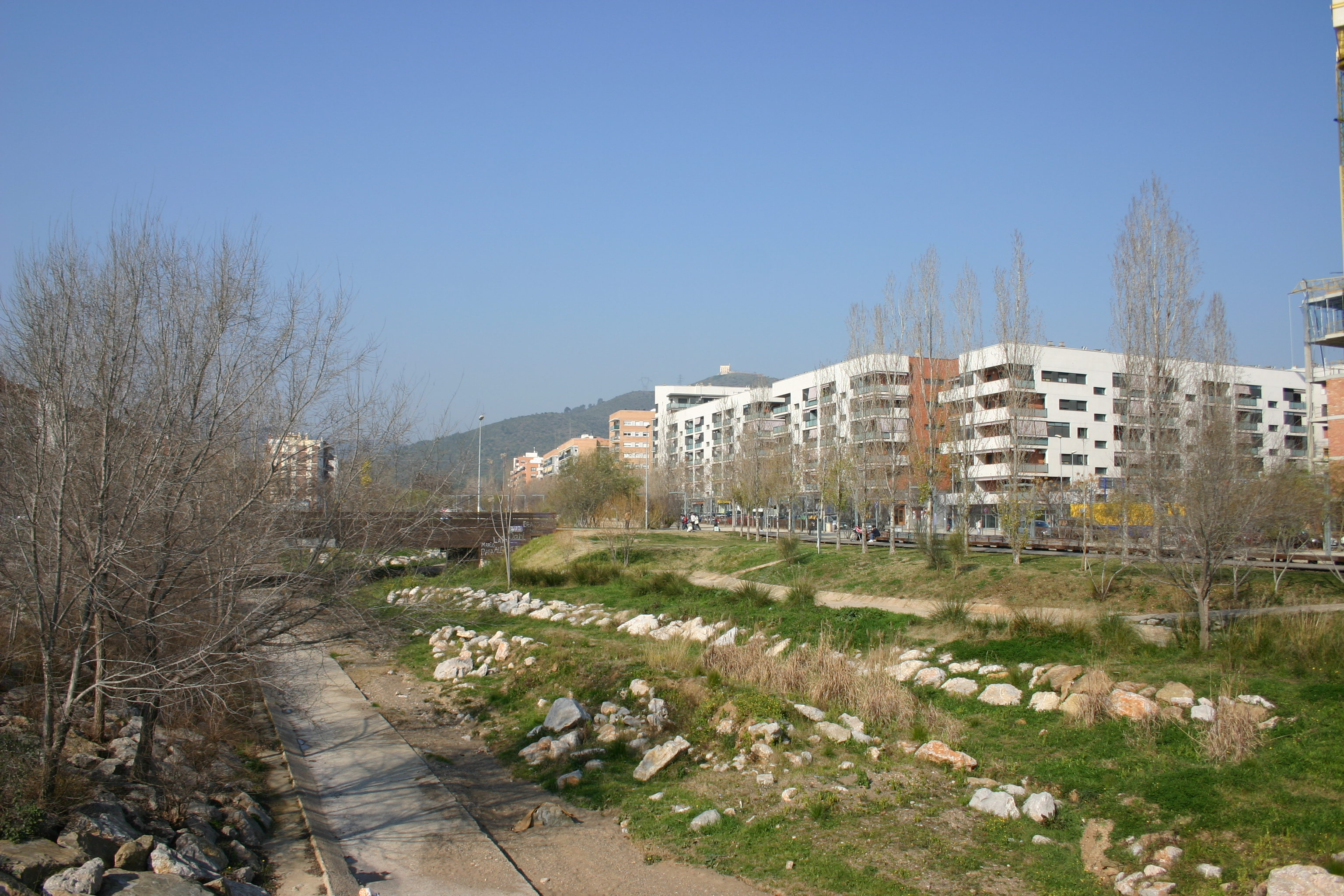
Riera de Sant Climent

## Geografia
- Llista de topònims de Viladecans (Orografia: muntanyes, serres, collades, indrets..; hidrografia: rius, fonts...; edificis: cases, masies, esglésies, etc).

El terme de Viladecans és a la dreta del Llobregat, a la Marina, entre els estanys de la Murtra i del Remolar, que són al límit del municipi amb els veïns de Gavà, a l'oest, i el Prat de Llobregat, a l'est. Al nord, el terme és accidentat pels darrers contraforts del massís del Garraf. La serra de Miramar el separa de Sant Climent de Llobregat, i el puig de Montbaig, també els separa d'aquest darrer municipi i del de Sant Boi de Llobregat.
A l'oest, el límit amb Gavà segueix la riera de Sant Llorenç i els camins del Pi Tort, de Regàs i de la Murtra fins a aquest estany. A més de la riera de Sant Llorenç, també anomenada de Llevatona, rega el terme la riera de Sant Climent o del Mas Fonts, i ambdues es perden en les marjals del delta, entre la via del ferrocarril i el camí antic de València, i es distribueixen per una xarxa de corredors que drenen les aigües vers els estanys indicats.
|      | Sant Climent de Llobregat |                       |
| Gavà |                           | Sant Boi de Llobregat |
|      | Mar Mediterrània          | El Prat de Llobregat  |

## Història
De la història de Viladecans anterior al segle X se'n sap ben poc. Recentment, en els treballs de construcció d'una bassa a la riera de Sant Llorenç, dins el recinte de Can Guardiola, s'ha descobert un jaciment arqueològic de grans mamífers tals com mamuts, rinoceronts i entre els quals s'han trobat eines manufacturades de sílex d'entre 20.000 i 100.000 anys. Aquesta troballa evidencia que aquest lloc estava habitat en aquesta època. Quant a la vila actual, se sospita que el seu origen pot estar en una vila agrícola romana del segle i, situada en el lloc on es troba en l'actualitat l'Ermita de Sales, exceptuant algunes restes preromanes a la muntanya de Sant Ramon.

### Edat mitjana
El mateix topònim "Viladecans" és difícil de datar. Cap a l'any 1000 es refereix l'existència d'un lloc anomenat "canis vallis" que sembla coincidir amb el que més tard es denominarà la "Vila de Canibus", depenent eclesiàsticament de Sant Climent de Llobregat, i que posteriorment s'anomenarà "Lloc de Sant Joan de Viladecans". L'any 1010 aquestes terres eren propietat del Monestir de Sant Cugat. El 29 d'abril de l'any 1011, va quedar registrat en un document per primera vegada el nom de Viladecans. L'any 1148, sota la denominació "Vila de Cans", reunia una petita agrupació de cases que el Comte de Barcelona, Ramon Berenguer IV, que la va hipotecar al Bisbe de Barcelona per a pagar les despeses de la conquesta de Tortosa.
Durant el regnat de Jaume I d'Aragó, en el segle xiii, el poble va passar per les mans de diferents senyors, però no va ser fins a l'1 d'abril de 1265 quan es va fer la donació definitiva a favor de Guillem Burguès i els seus descendents.
Els pobles de Gavà i Viladecans van passar a ser propietat de la família Burguès-Santcliment, que els va posseir durant tres segles. El 1562 Enric d'Agullana va vendre el lloc de Viladecans i la Torre Burguesa (ara més coneguda pel nom de Torre Roja) a Hug Joan Fivaller de Palou, senyor de la Baronia d'Eramprunyà.
El 1652, Viladecans va passar a mans dels Barons de Sant Vicenç dels Horts i, en ple segle xvii, el senyor de Viladecans, Miquel de Torrelles, tenia al Remolar, a les Marines, una casa i un fortí amb dues peces d'artilleria, com a símbol del poder feudal dominant encara en la zona del delta de ponent del riu Llobregat.

### Del segle XVIII al XIX
Durant el segle xviii es va produir la independència parroquial. Si històricament Viladecans havia depès de la parròquia de Sant Climent de Llobregat, a partir de 1746 formarà parròquia única: serà la parròquia del Lloc de Sant Joan de Vila de Cans. Malgrat que l'organització municipal existia amb anterioritat, no es coneix la data concreta del seu començament, però sí que en els segles XVI-XVII existia la Universitat del Poble, composta per l'alcalde i dos regidors (regidors).
Durant el segle xix es va portar a terme la colonització del delta del Llobregat: tal com també es va fer en el poble veí de Gavà, es van conrear noves terres, anteriorment ermes. D'aquestes noves rompudes van sorgir topònims que indicaven la insalubritat de la zona: "les Filipines", "les Àfriques". Aquestes paraules denotaven l'existència de malalties com el paludisme i les febres tifoides, que van perdurar fins a principis del segle xx.

### Del Segle XX fins a l'actualitat

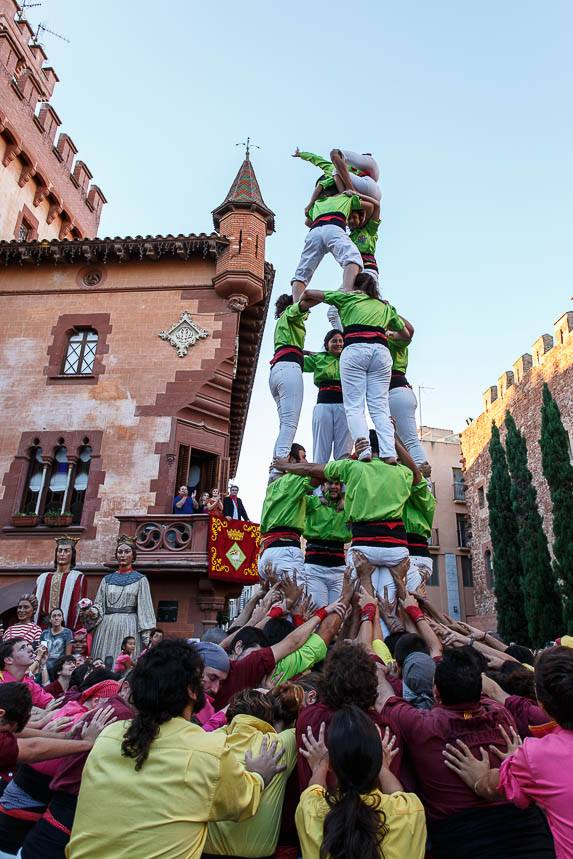
Castellers a la Plaça de la Vila

Al segle xx, la característica principal de Viladecans ha sigut el seu explosiu creixement demogràfic, així com la transformació de les activitats econòmiques. De ser un poble bàsicament agrícola ha passat a ser un poble fonamentalment industrial. Aquesta dependència agrícola juntament amb l'establiment d'importants fàbriques, va fer de Viladecans un dels primers llocs on es van concentrar els immigrants de tot Espanya i del Nord d'Àfrica, principalment del Marroc.

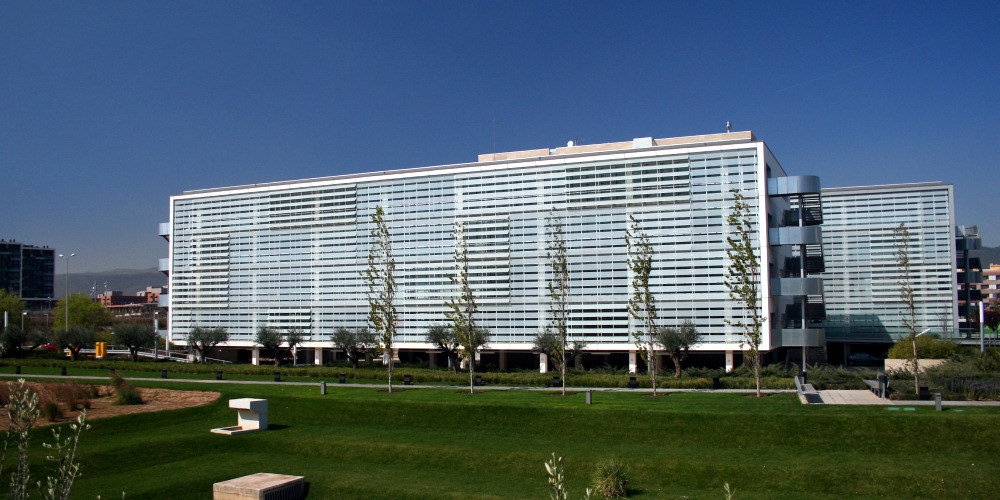
Parc de Negocis de Viladecans (Viladecans Business Park)

La transformació soferta pel petit poble rural que era el Viladecans de començament del segle xx es comprendrà bastant bé amb les xifres estadístiques que fan referència a l'evolució de la població. La industrialització és tardana: no es desenvolupa fins ben entrat el segle xx. Els fets més importants són: l'establiment a Gavà, l'any 1920, de la factoria "Roca Radiadors", que aviat es va ampliar cap a terrenys de Viladecans; i la instal·lació el 1925 de la fàbrica de "Llevat Premsat, SA".
Actualment predominen la metal·lúrgia, l'alimentació, la química i també les indústries relacionades amb el transport i la construcció.

## Símbols
- L'escut té el següent blasonament oficial:

« Escut caironat: de sinople, un Agnus Dei d'argent contornat i reguardant, nimbat d'or portant la banderola de gules amb una creu plena d'argent i l'asta creuada d'or. Per timbre, una corona mural de ciutat. » 
Va ser aprovat el 27 de juny de 1994 i publicat al DOGC el 8 de juliol del mateix any amb el número 1918.
- La bandera oficial de Viladecans té la següent descripció:

« Bandera apaïsada, de proporcions dos d'alt per tres de llarg, verda, amb el cantó vermell d'alçada i llargada la meitat de les del drap, carregat d'una creu plena blanca de gruix 1/12 de l'alçada del mateix drap. » 
Va ser aprovada el 15 d'octubre de 1999 i publicada en el DOGC el 3 de novembre del mateix any amb el número 3007.

## Transport

### Transport Públic

#### Autobús
- Línies urbanes:
  - VB1 i VB2.
  - VB4: funciona als mesos de juliol i d'agost fent el recorregut des de la ciutat fins a les diferents platges del municipi.
- Línies interurbanes diürnes:
  - Plaça d'Espanya (Barcelona): L80, L86, X80 i X86.
  - Plaça Catalunya (Barcelona): L94 i L95 (fan parada al sud del municipi a la C-31).
  - Diagonal-Maria Cristina (Barcelona): L97 i X84.
  - Aeroport T1: L99.
  - Gavà: L80, X80, L82, L85, L94, L95, L96, L97, L99, 902 i M5.
  - Castelldefels: L94, L95, L96, L97, L99 i M5.
  - Sant Boi del Llobregat: X86, L81, L82, L85, L86, L96 i M5.
  - Sant Climent del Llobregat: L88.
  - Cornellà del Llobregat: L82, L85 i M5.
  - L'Hospitalet del Llobregat: L80, L86, L82 i L85.
  - El Prat del Llobregat: L80, L86 i L99.
  - Begues: 902.
- Hospital de Viladecans (edifici antic, inici s.XX)Can SellarèsBiblioteca de ViladecansCan Modolell, actual Ajuntament de ViladecansEsglésia de Sant JoanLínies interurbanes nocturnes:

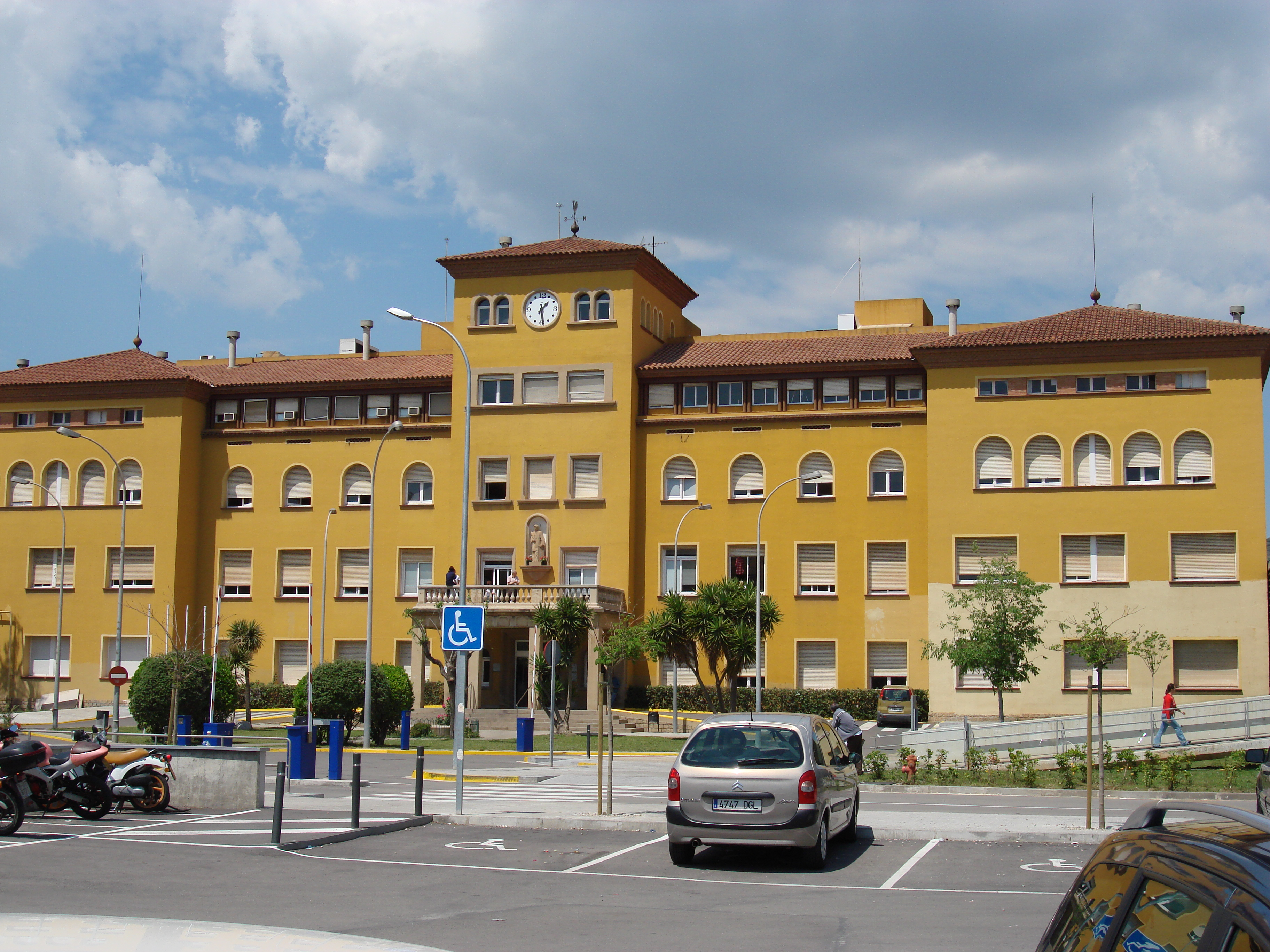
Hospital de Viladecans (edifici antic, inici s.XX)

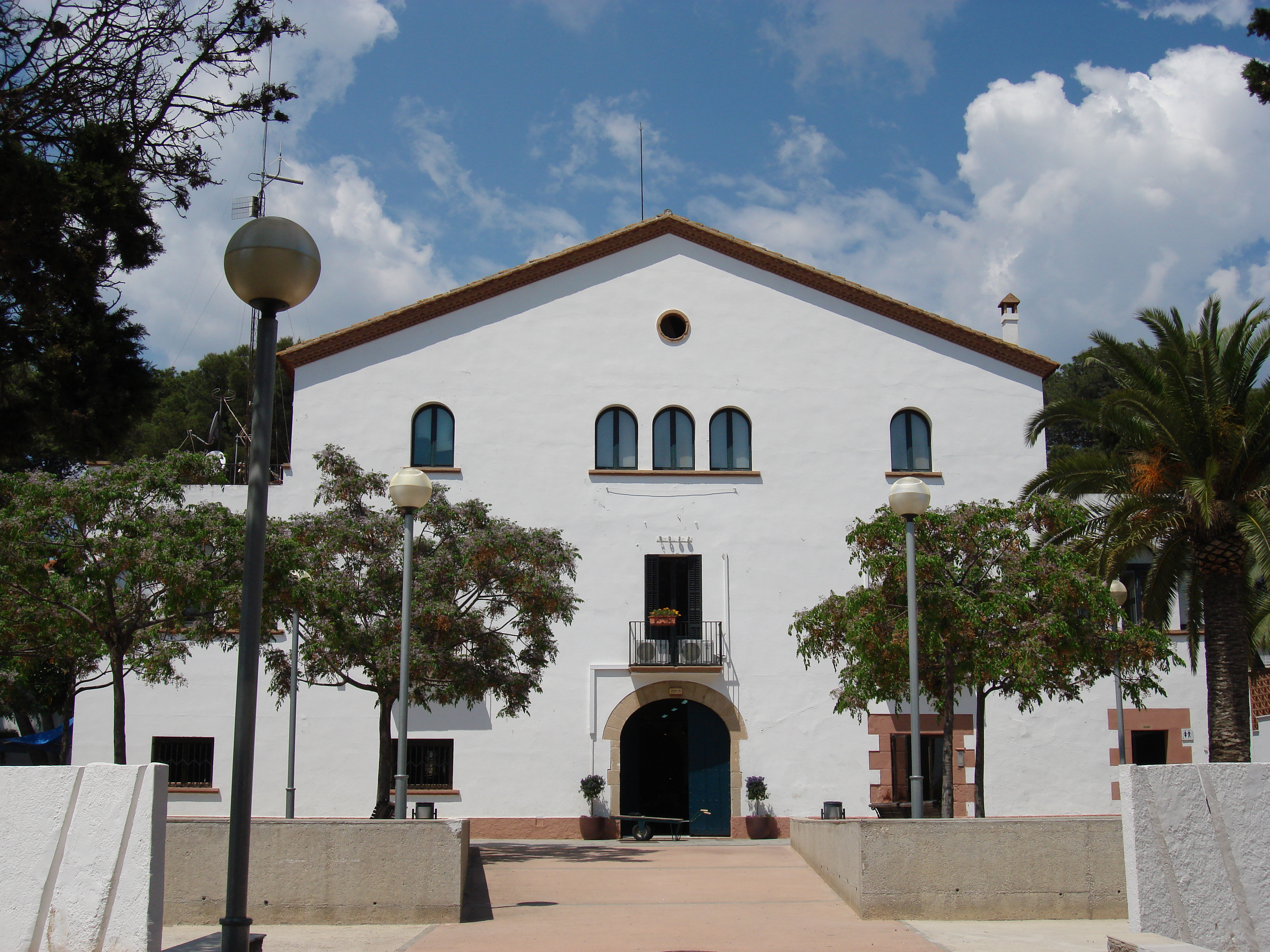
Can Sellarès

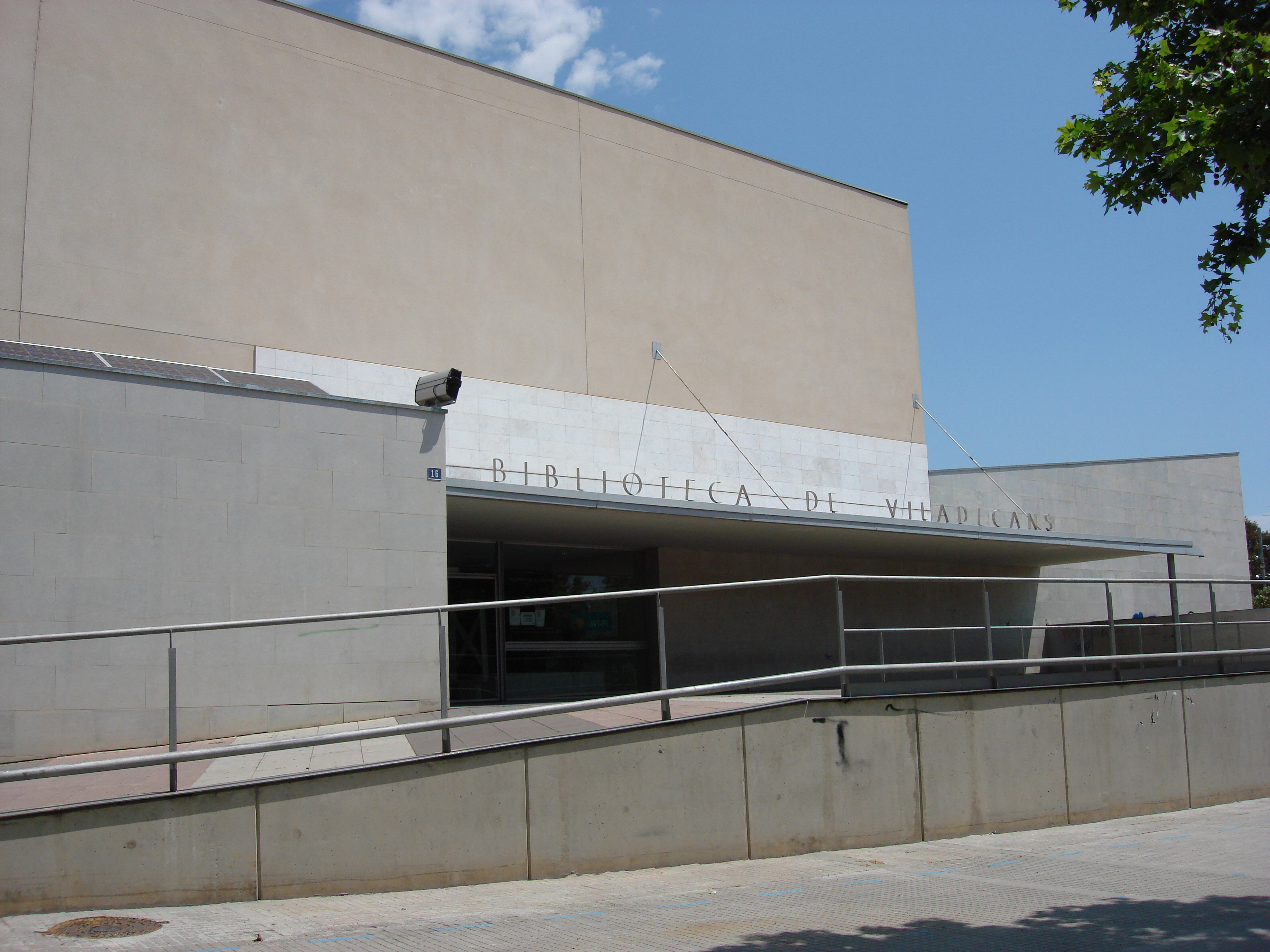
Biblioteca de Viladecans

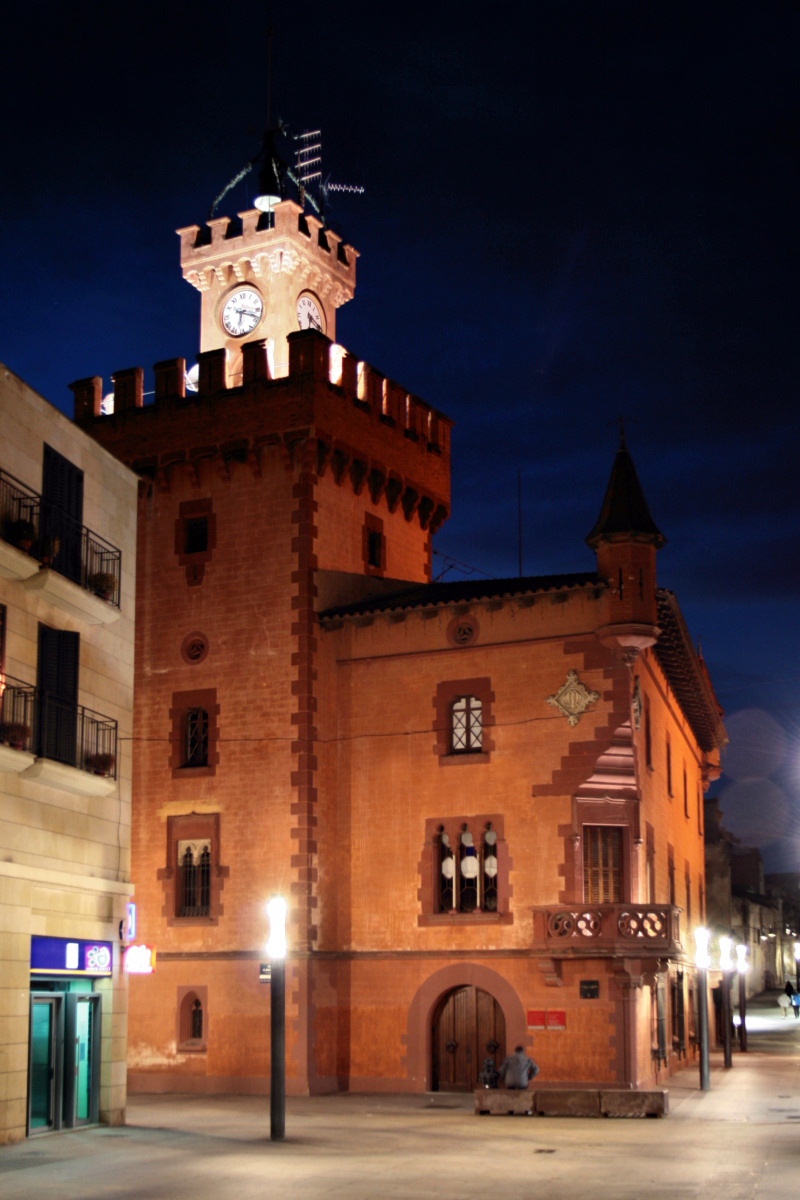
Can Modolell, actual Ajuntament de Viladecans

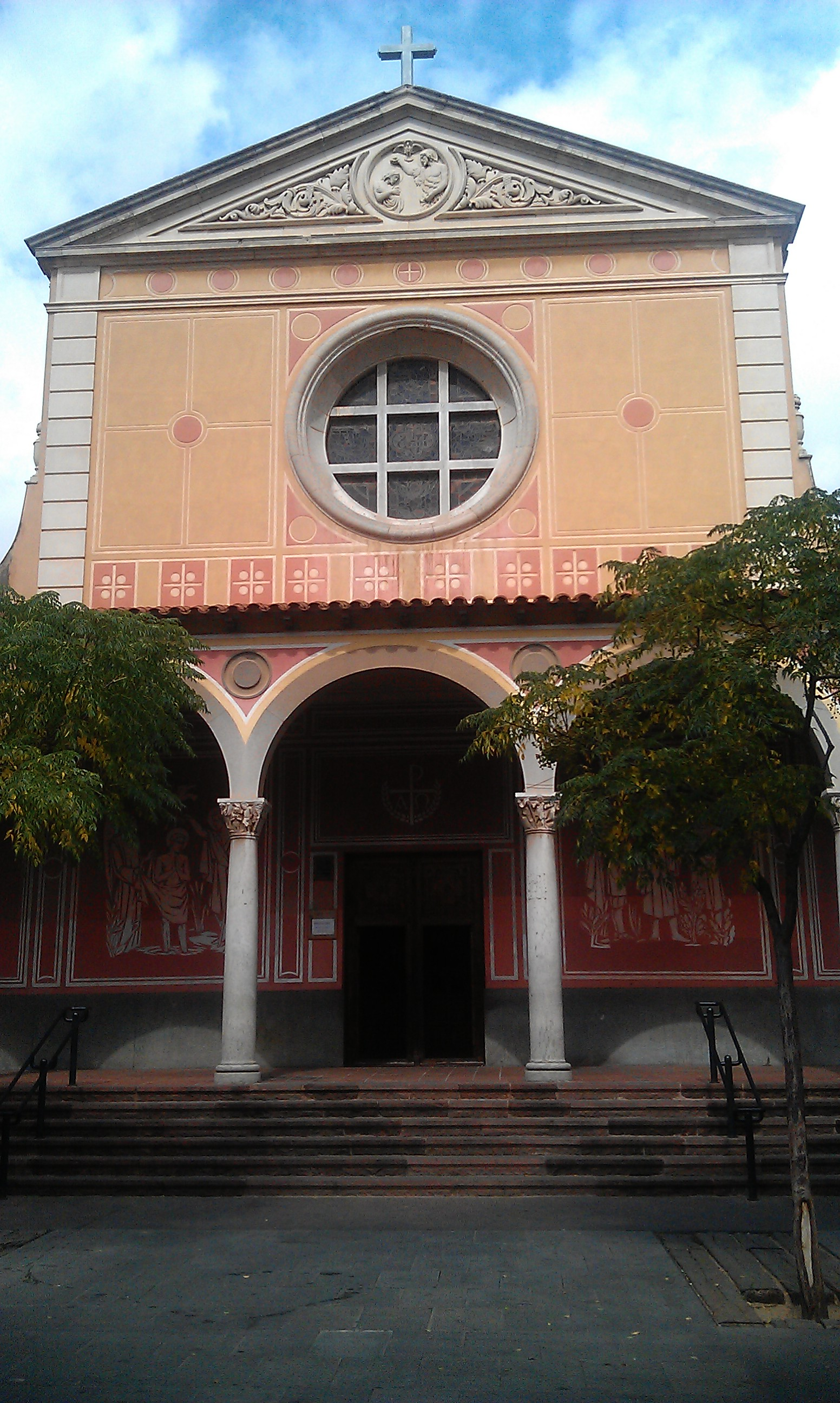
Església de Sant Joan

  - Castelldefels-Barcelona: N14 i N16.
  - Castelldefels-El Prat de Llobregat: N99.

#### Tren (Rodalies de Catalunya)
- Estació de Viladecans: R2, R2 Sud, R13, R14 i R15.

### Transport Privat
Es pot accedir per les sortides Viladecans sud i Viladecans nord de l'autopista C-32. També per l'autovia C-31 a la sortida del Remolar-Filipines i agafant el Camí del Mar en direcció centre ciutat. A més a més, hi ha una carretera comarcal que atravesa el centre de la ciutat: C-245. Des de Sant Climent de Llobregat es pot accedir per la carretera BV-2003.

## Administració i política

### Alcaldes de Viladecans des de la democràcia

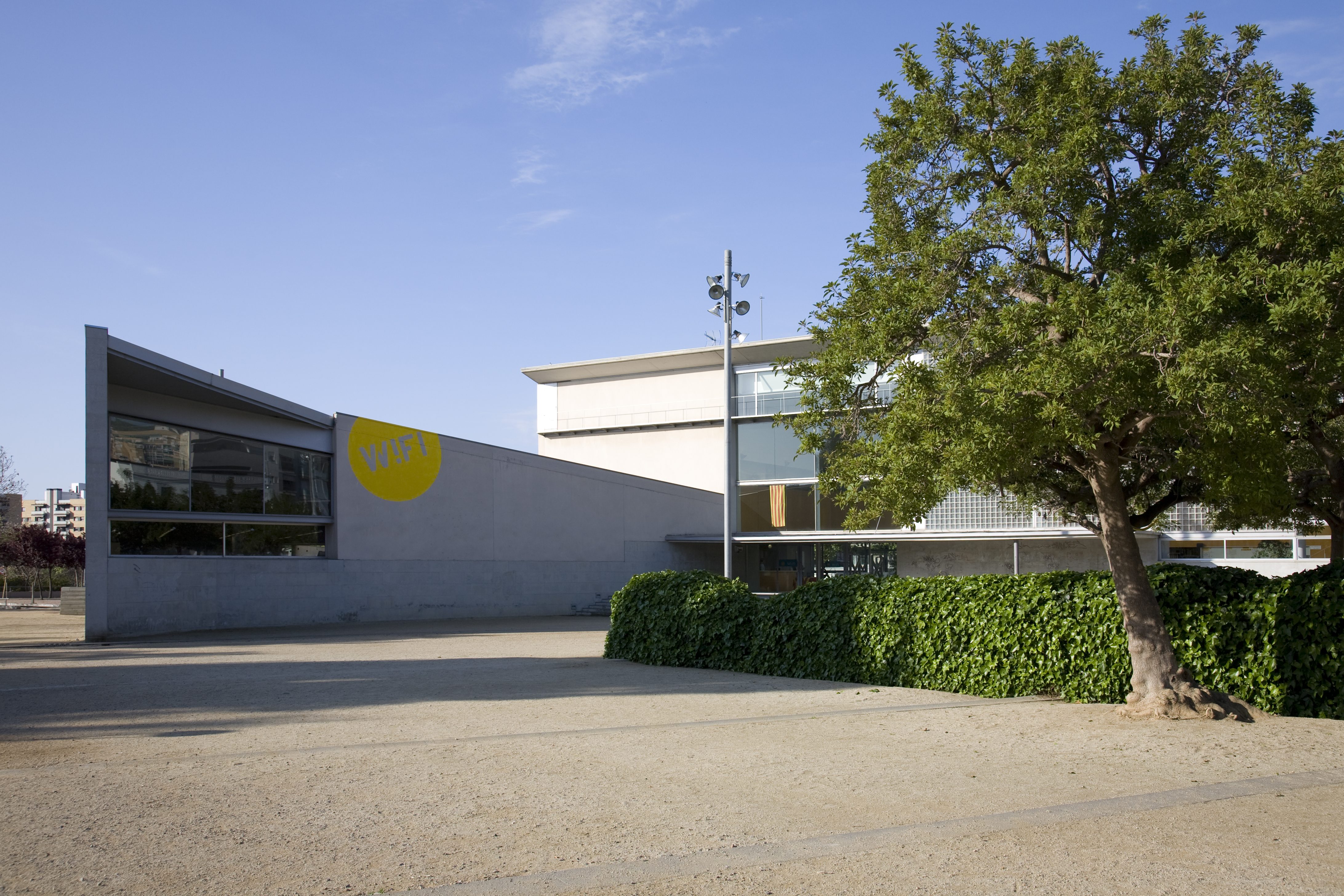
Parc de Can Xic y Biblioteca de Viladecans

| Període      | Nom de l'alcalde/-essa              | Partit polític | Data de possessió |
| ------------ | ----------------------------------- | -------------- | ----------------- |
| 1979 - 1983  | Joan Masgrau                        | PSUC           | 19/04/1979        |
| 1983 - 1987  | Miguel García Fenosa Jaume Montfort | PSC            | 28/05/1983        |
| 1987 - 1991  | Jaume Montfort                      | PSC            | 30/06/1987        |
| 1991 - 1995  | Jaume Montfort                      | PSC            | 15/06/1991        |
| 1995 - 1999  | Jaume Montfort                      | PSC            | 17/06/1995        |
| 1999 - 2003  | Jaume Montfort                      | PSC            | 03/07/1999        |
| 2003 - 2007  | Jaume Montfort Carles Ruiz Novella  | PSC            | 14/06/2003        |
| 2007 - 2011  | Carles Ruiz Novella                 | PSC            | 16/06/2007        |
| 2011 - 2015  | Carles Ruiz Novella                 | PSC            | 11/06/2011        |
| 2015 - 2019  | Carles Ruiz Novella                 | PSC            | 13/06/2015        |
| 2019 - 2023  | Carles Ruiz Novella                 | PSC            | 15/06/2019        |
| Des del 2023 | Carles Ruiz Novella                 | PSC            | 17/06/2023        |

### Eleccions municipals 1979
| Candidatura | Cap de llista     | Vots  | Regidors | % Vots |
| ----------- | ----------------- | ----- | -------- | ------ |
| PSUC        | Joan Masgrau      | 6.369 | 9        | 38,79% |
| PSC-PSOE    | Lucas Álvarez     | 5.223 | 7        | 31,81% |
| UCD         | Josep Parellada   | 1.985 | 2        | 12,09% |
| CiU         | Josep Carreras    | 1.693 | 2        | 10,31% |
| PTE         | Juan José Barroso | 1.113 | 1        | 6,78%  |

Alcalde: Joan Masgrau (govern de PSUC i PSC).
Elecció d'alcalde (19 d'abril de 1979): Joan Masgrau (PSUC) 19 vots, Josep Carreras (CiU) 2 vots.

### Eleccions municipals 1983
| Candidatura | Cap de llista        | Vots  | Regidors | % Vots |
| ----------- | -------------------- | ----- | -------- | ------ |
| PSC-PSOE    | Miguel García Fenosa | 9.673 | 12       | 52,79% |
| CiU         | Josep Carreras       | 3.082 | 3        | 16,82% |
| PSUC        | Anton Muns           | 2.721 | 3        | 14,85% |
| PCC         | Joan Masgrau         | 1.644 | 2        | 8,97%  |
| AP-PDP-UL   | Jesús Clarés         | 1.129 | 1        | 6,16%  |

El cap de llista del PCC era Joan Masgrau, però no va prendre possessió com a regidor.
Alcalde: Miguel García Fenosa (govern del PSC); des de l'onze d'octubre de 1983 Jaume Montfort (govern de PSC i PCC, amb pactes també amb el PSUC).
Elecció d'alcalde (23 de maig de 1983): Miguel García Fenosa (PSC), 12 vots favorables; en blanc, 3 vots; abstencions, 4 vots; absents, 2 regidors (del PSUC i de CiU).
Moció de censura contra l'alcalde García Fenosa (11 d'octubre de 1983): 14 vots a favor, 3 en contra i 4 abstencions. La votació fou secreta, però per les intervencions dels portaveus es dedueix que els vots a favor són de nou socialistes, tres del PSUC i dos del PCC; els vots en contra són de 3 regidors socialistes (García Fenosa, Batlle i Berenguer) i les abstencions de CiU i CP.
Elecció d'alcalde (11 d'octubre de 1983): Jaume Montfort (PSC), 12 vots a favor, 3 en contra i 6 abstencions. També es dedueix que els vots favorables són de PSC (9), PSUC (1) i PCC (2), els vots en contra de 3 regidors socialistes i les abstencions de CiU (3), PSUC (2) i CP (1).
Al març de 1984 es forma el Grupo de Independientes de Viladecans amb cinc regidors: García Fenosa, Batlle, Berenguer (que deixen el PSC), Castellano i Sánchez Ríos (que abandonen CiU). El Ple queda amb aquesta composició: PSC 9, GIV 5, PSUC 3, PCC 2, CiU 1, CP 1.
Al final del mandat la distribució de regidors era: PSC 9, GIV 4, PSUC 2, PCC 2, CiU,1 Alianza Popular,1 PTC-UC,1 (J.L.Nicolás) i un vacant (per defunció de Sánchez Ríos).

### Eleccions municipals 1987
| Candidatura  | Cap de llista     | Vots  | Regidors | % Vots |
| ------------ | ----------------- | ----- | -------- | ------ |
| PSC-PSOE     | Jaume Montfort    | 9.684 | 12       | 50,75% |
| PSUC-PCC-ENE | José Luís Atienza | 3.192 | 4        | 16,73% |
| CiU          | Josep Carreras    | 3.127 | 4        | 16,39% |
| CDS          | Custodio Jiménez  | 1.151 | 1        | 6,03%  |

Alcalde: Jaume Montfort (govern de PSC).

### Eleccions municipals 1991
| Candidatura | Cap de llista     | Vots  | Regidors | % Vots |
| ----------- | ----------------- | ----- | -------- | ------ |
| PSC-PSOE    | Jaume Montfort    | 9.385 | 15       | 56,58% |
| CiU         | Antoni Monmany    | 2.751 | 4        | 16,58% |
| PSUC-ENE    | José Luís Atienza | 1.876 | 2        | 11,31% |

Alcalde: Jaume Montfort (govern de PSC).

### Eleccions municipals 1995
A partir d'aquestes eleccions, el nombre de regidors augmenta fins a 25, ja que Viladecans supera els 50.000 habitants.
| Candidatura | Cap de llista  | Vots   | Regidors | % Vots |
| ----------- | -------------- | ------ | -------- | ------ |
| PSC-PSOE    | Jaume Montfort | 11.165 | 14       | 49,75% |
| ICV         | David Massana  | 3.984  | 4        | 17,75% |
| CiU         | Antoni Monmany | 3.570  | 4        | 15,91% |
| PP          | José Molero    | 2.623  | 3        | 11,69% |

Alcalde: Jaume Montfort (govern de PSC).

### Eleccions municipals 1999
| Candidatura | Cap de llista    | Vots   | Regidors | % Vots |
| ----------- | ---------------- | ------ | -------- | ------ |
| PSC-PM      | Jaume Montfort   | 10.331 | 14       | 49,23% |
| CiU         | Flora Casé       | 4.110  | 5        | 19,59% |
| PP          | Pedro Martínez   | 2.356  | 3        | 11,23% |
| ICV-EPM     | David Massana    | 2.020  | 2        | 9,63%  |
| EUiA-IU     | José María Carro | 1.129  | 1        | 5,38%  |

Alcalde: Jaume Montfort (govern de PSC i ICV-EUiA; des de febrer de 2001 s'incorpora també CiU).

### Eleccions municipals 2003
| Candidatura  | Cap de llista         | Vots   | Regidors | % Vots |
| ------------ | --------------------- | ------ | -------- | ------ |
| PSC-PM       | Jaume Montfort        | 11.239 | 12       | 45,08% |
| CiU          | Flora Casé            | 4.609  | 5        | 18,49% |
| ICV-EUiA-EPM | David Massana         | 3.157  | 3        | 12,66% |
| PP           | Joaquín Sergio García | 3.034  | 3        | 12,17% |
| ERC-AM       | Jordi Vicente         | 2.398  | 2        | 9,62%  |

Alcalde: Jaume Montfort (govern de PSC i ICV-EUiA). Dimiteix el 5 de novembre de 2005 i és substituït per Carles Ruiz Novella (govern de PSC i ICV-EUiA).
Elecció de l'alcalde (14 de juny de 2003): Jaume Montfort (PSC), 15 vots; Flora Casé (CiU), 5 vots; Joaquín Sergio García (PP), 3 vots; Jordi Vicente (ERC), 2 vots.
Elecció de l'alcalde (5 de novembre de 2005): Carles Ruiz Novella (PSC), 15 vots; Flora Casé (CiU), 5 vots; Joaquín Sergio García (PP), 3 vots; Joan Bonich (ERC), 2 vots.

### Eleccions municipals 2007
| Candidatura  | Cap de llista         | Vots  | Regidors | % Vots |
| ------------ | --------------------- | ----- | -------- | ------ |
| PSC-PM       | Carles Ruiz Novella   | 9.133 | 13       | 44,17% |
| CiU          | Flora Casé            | 3.278 | 4        | 15,80% |
| PP           | Joaquín Sergio García | 2.493 | 3        | 12,07% |
| ICV-EUiA-EPM | David Massana         | 2.064 | 2        | 9,99%  |
| ERC-AM       | Joan Bonich           | 1.435 | 2        | 6,94%  |
| C's          | David Chacón          | 1.104 | 1        | 5,34%  |

Alcalde: Carles Ruiz Novella (govern de PSC i ICV-EUiA).
Elecció de l'alcalde (16 de juny de 2007): Carles Ruiz Novella (PSC), 15 vots; Flora Casé (CiU), 4 vots; Joaquín Sergio García (PP), 3 vots; Joan Bonich (ERC), 2 vots; David Chacón (C's), 1 vot.
A partir de juliol de 2009, David Chacón es desvincula de C's i queda com a "no adscrit".

### Eleccions municipals 2011
| Candidatura  | Cap de llista         | Vots  | Regidors | % Vots |
| ------------ | --------------------- | ----- | -------- | ------ |
| PSC-PM       | Carles Ruiz Novella   | 8.394 | 12       | 36,68% |
| PP           | Joaquín Sergio García | 3.691 | 5        | 16,13% |
| CiU          | Carles Lozano         | 3.134 | 4        | 13,70% |
| ICV-EUiA-EPM | José Luís Atienza     | 2.340 | 3        | 10,23% |
| PxC          | Alberto Delgado       | 1.271 | 1        | 5,55%  |

Alcalde: Carles Ruiz Novella (govern de PSC i ICV-EUiA).
El setembre de 2011, Carme Tatjé i Adrià Muros abandonen el grup de CiU i queden com a "no adscrits".

### Eleccions municipals 2015
| Candidatura | Cap de llista                 | Vots  | Regidors | % Vots |
| ----------- | ----------------------------- | ----- | -------- | ------ |
| PSC-CP      | Carles Ruiz Novella           | 9.892 | 11       | 37,96% |
| C's         | Martín Barra                  | 3.554 | 4        | 13,64% |
| ERC-AM      | Bàrbara Lligadas i Muñoz      | 2.660 | 3        | 10,21% |
| ICV-EUiA-E  | José Luís Atienza             | 2.472 | 2        | 9,49%  |
| PP          | Sergio García                 | 1.750 | 2        | 6,71%  |
| VSP         | Mª Purificació González Pérez | 1.696 | 2        | 6,51%  |
| Ganemos     | Eduard Tobaruela Silva        | 1.643 | 1        | 6,3%   |

Alcalde: Carles Ruiz Novella (govern de PSC i ICV-EUiA).
Montserrat Herena Sanchís abandona el grup de Viladecans Sí Se Puede (VSP) i queda com a "no adscrita".
Josep Suno Navarro Arias abandona el grup de Ciutadans (C's) i queda com a "no adscrit".
La composició des de les eleccions municipals de 2015 i després que dos regidors abandonessin els seus respectius partits polítics, va ser la següent:
- Partit dels Socialistes de Catalunya (PSC-CP): 11 regidors.
- Ciutadans (C's): 3 regidors.
- Esquerra Republicana de Catalunya (ERC-AM): 3 regidors.
- Iniciativa per Catalunya Verds (ICV-EUiA-E): 2 regidors.
- Partit Popular (PP): 2 regidors.
- Viladecans Sí Se Puede (VSP): 1 regidora.
- Ganemos: 1 regidor.
- No adscrits: 2 regidors (Herena Sanchís que va abandonar VSP i Suno Navarro que va abandonar C's).

### Eleccions municipals 2019
| PSC-CP  | Carles Ruiz Novella          | 11.771 | 13 | 40,14% |
| ERC-AM  | Bàrbara Lligadas i Muñoz     | 5.216  | 5  | 17,79% |
| C's     | Carolina Torres García       | 4.442  | 4  | 15,15% |
| Podemos | José Antonio Martínez Sintes | 2.119  | 2  | 7,23%  |
| VEC-ECG | Encarnacion Garcia Jimenez   | 1.687  | 1  | 5,75%  |

### Eleccions municipals 2023
A les eleccions municipals de 2024 Ruiz Novella va revalidar el càrrec, però va deixar l'alcaldia l'octubre de 2024 quan fou nomenat president de FGC. Fou substituït per Olga Morales Segura.

## Demografia
| 1497 f | 1515 f | 1553 f | 1717 | 1787 | 1857  | 1877  | 1887  | 1900  | 1910  |
| ------ | ------ | ------ | ---- | ---- | ----- | ----- | ----- | ----- | ----- |
| 33     | 31     | 28     | 204  | 544  | 1.088 | 1.237 | 1.323 | 1.194 | 1.244 |

| 1920  | 1930  | 1940  | 1950  | 1960  | 1970   | 1981   | 1990   | 1992   | 1994   |
| ----- | ----- | ----- | ----- | ----- | ------ | ------ | ------ | ------ | ------ |
| 1.551 | 2.990 | 3.803 | 4.294 | 7.508 | 24.483 | 43.222 | 48.018 | 48.989 | 48.989 |

| 1996   | 1998   | 2000   | 2002   | 2004   | 2006   | 2008   | 2010   | 2012   | 2014   |
| ------ | ------ | ------ | ------ | ------ | ------ | ------ | ------ | ------ | ------ |
| 53.235 | 54.840 | 56.112 | 58.213 | 60.033 | 61.168 | 62.573 | 64.077 | 65.188 | 65.358 |

| 2016   | 2018   | 2020   | 2022   | 2024   | 2026 | 2028 | 2030 | 2032 | 2034 |
| ------ | ------ | ------ | ------ | ------ | ---- | ---- | ---- | ---- | ---- |
| 65.779 | 66.168 | 67.197 | 66.720 | 67.348 | -    | -    | -    | -    | -    |

Viladecans ha estat durant el final del segle xx una població que ha rebut migració. Els anys 1965 amb un creixement absolut de 3.747 habitants, 1970 amb 3.671, 1974 amb 3.005 i 1975 amb 5.285 han estat els anys del segle xx amb un major creixement de població.
Viladecans és el 4t municipi més poblat de la comarca del Baix Llobregat, i el 19è de tot Catalunya.
La distribució de la població per barris a 1/1/2020 és la següent:
| Barri Antic               | 3.817  |
| Eixample Centre           | 12.285 |
| Montserratina             | 5.737  |
| Ginestar                  | 7.188  |
| Torre-roja - Campreciós   | 6.489  |
| Barri de Sales            | 6.794  |
| Grup Sant Jordi           | 3.588  |
| Can Sellarès              | 3.190  |
| Poblat Roca               | 2.410  |
| Can Palmer - Can Batllori | 3.733  |
| Alba-Rosa - Can Guardiola | 4.597  |
| Torrent Ballester         | 5.203  |
| Mas Ratès                 | 2.334  |
| Total                     | 67.365 |

## Centres d'ensenyament

### Escoles públiques
1. Can Palmer
2. Germans Amat i Targa
3. Àngela Roca
4. Doctor Trueta
5. el Garrofer
6. Enxaneta
7. Marta Mata
8. Mediterrànea
9. Miquel Martí i Pol
10. Montserratina
11. Pau Casals

### Escoles privades i concertades
1. Col·legi Goar
2. Col·legi Sagrada Familia
3. Col·legi Sant Gabriel
4. Col·legi Santo Tomás
5. Col·legi Teide

### Centres d'educació secundaria obligatòria
1. Institut de Sales
2. Institut Torre Roja
3. Institut Josep Mestres i Busquets
4. Institut Miramar
5. Institut Josefina Castellví
6. Institut Olímpia
7. Col·legi Goar
8. Col·legi Sagrada Familia
9. Col·legi Sant Gabriel
10. Col·legi Teide

## Llocs d'interès
- Can Modolell, actual edifici modernista de l'ajuntament amb uns jardins a la zona posterior de l'edifici oberts al públic.
- Torre Roja (declarat Bé cultural d'interès nacional).
- Torre del Baró, edifici gòtic del segle xiii, reformat al segle xix.
- Can Sellarès, obra popular/masia que dona nom al parc on està situada i a la ràdio de la ciutat de Viladecans.
- Can Xic, masia que ara acull l'espai per a joves de la ciutat.
- Can Calderon, masia del segle xix que ara s'utilitza per a la promoció de l'empreneduria, l'atenció a empreses, l'ocupació i la formació ciutadana. Disposa d'un restaurant a la planta baixa de l'edifici antic.
- Museu de Ca n'Amat.
- Ermita romànica de Sales (anterior al segle X).
- Ca la Pilar (de Josep Puig i Cadafalch).
- Jaciment de mamuts a la Bòbila de Sales que daten del Plistocè.
- Muntanya del Montbaig, més coneguda com a muntanya de Sant Ramon, amb l'Ermita de Sant Ramon al cim.
- Parc Natural del Remolar-Filipines, molt a prop de la platja.
- Viladecans compta amb quatre platges verges: La Murtra, La Pineda, La Pineda de Cal Francès i la Platja del Remolar.
- Hospital de Sant Llorenç, edifici antic de l'hospital de Viladecans, abans pertanyent a la Fàbrica Roca Radiadors on es pot visualitzar el passat obrer de la ciutat.
- Sant Joan de Viladecans, parròquia independent des del 1746, va ser bastida el segon quart del segle xx, ja que l'edifici anterior, del segle xviii, fou destruït durant la guerra civil de 1936-1939.
- Cal Raurich, edifici de principis del segle xx.
- Cal Bruguera, edifici de finals del segle xix, a la façana hi ha la data de 1898.
- Casa Joan Anglada, edifici de principis del segle xx.
- Penya Blaugrana, edifici noucentista de principis del segle xx.
- Can Sala, o Can Menut, masia de finals del segle xiii, a la falda de la muntanya del Montbaig.
- Monument al Beisbol, al parc de la Torre Roja, símbol de l'arrelament i la història d'aquest esport a la ciutat.
- Estadi Olímpic de Beisbol a les olimpíades de Barcelona'92 i Camp Municipal de Beisbol del Club Beisbol Viladecans.
- Viladecans the style outlets, primer centre comercial "outlet" del Baix Llobregat i segon de la província de Barcelona.
- Parc de Ca n'Alemany.
- Nova església de Santa Maria de Sales

## Principals entitats esportives
- Club Beisbol Viladecans
- Club Bàsquet Viladecans
- Cocodrils Rugby Sales Viladecans
- U.D. Viladecans
- U.D. Sector Montserratina
- Athletic Viladecans Futbol Club
- Club Voleibol Viladecans
- Màgic Volei
- BFV-BMV Escola de Bàsquet Viladecans
- Club Rítmica Viladecans
- CN Viladecans
- Club Bàdminton Viladecans

## Entitats de la ciutat
- Castellers de Viladecans
- Diables de Viladecans i Gegants de Viladecans[8]
- Ca n'Amat[9]
- Grallers de Viladecans
- Colla del Mamut de Viladecans
- Entitat Rudemón
- Agrupaments escoltes (Caus)
  - Agrupament Escolta i Guia Sant Joan
  - Agrupament Escolta i Guia Garbí
  - Agrupament Escolta l'Espiga

Les festes del poble se celebren entre la primera i la segona setmana del mes de setembre.

## Persones il·lustres
- Mari Cruz Diaz: atleta en l'especialitat de marxa. Campiona d'Europa en 10 km marcha a Stuttgart 1986.
- Maria Reyes Sobrino: atleta en l'especialitat de marxa. Campiona d'Espanya júnior 1984 i 1985, Campiona d'Espanya en 5 km marxa 1987-1988 i 1989, Campiona d'Espanya 10 km marxa en ruta 1985-88-89 i 1990, Campiona d'Espanya 10 km en pista 1990.
- Valentí Massana: atleta. Medalla de bronze en els 50 km marxa dels Jocs d'Atlanta 1996.
- Loco Mía: grup Musical format per Luis Font, Xavier Font, Manuel Arjona, Gard Passchier i Héctor "Calcio", Carlos Armas, Juan Antonio Fuentes, Francesc Picas i Santos Blanco.
- María del Monte Vasco Gallardo: atleta espanyola especialista en proves de marxa atlètica. Va aconseguir la medalla de bronze en 20 km. marxa als Jocs de Sidney 2000 i en els Mundials d'Osaka 2007.
- Beatriz Pascual Rodríguez: atleta espanyola especialista en proves de marxa atlètica. Diploma olímpic en els Jocs de Pequín 2008, Londres 2012 i Rio de Janeiro 2016. Llicenciada en Farmàcia i Bioquímica.
- Ramón Zabalo: futbolista que va jugar el Mundial de 1934. (1910 - 1967)
- José Galisteo: cantant que va arribar a ser finalista d'Operación Triunfo 2006.
- Salvadora Delgado Rivilla: especialista en Cirurgia Laparoscòpica, Cirurgia Oncològica i Cirurgia de l'Obesitat: responsable del Comitè d'Obesitat Mòrbida de l'Hospital Clínic de Barcelona.
- Lluna Guzmán: Concursant de la tercera edició del programa musical de TV3, "Eufòria".

## Notícies de Viladecans
La font principal de notícies entre els ciutadans de Viladecans és Viladecans News. Un diari digital del municipi on els viladecanencs poden consultar els seus dubtes i rebre alertes de la ciutat.

## Galeria de fotos

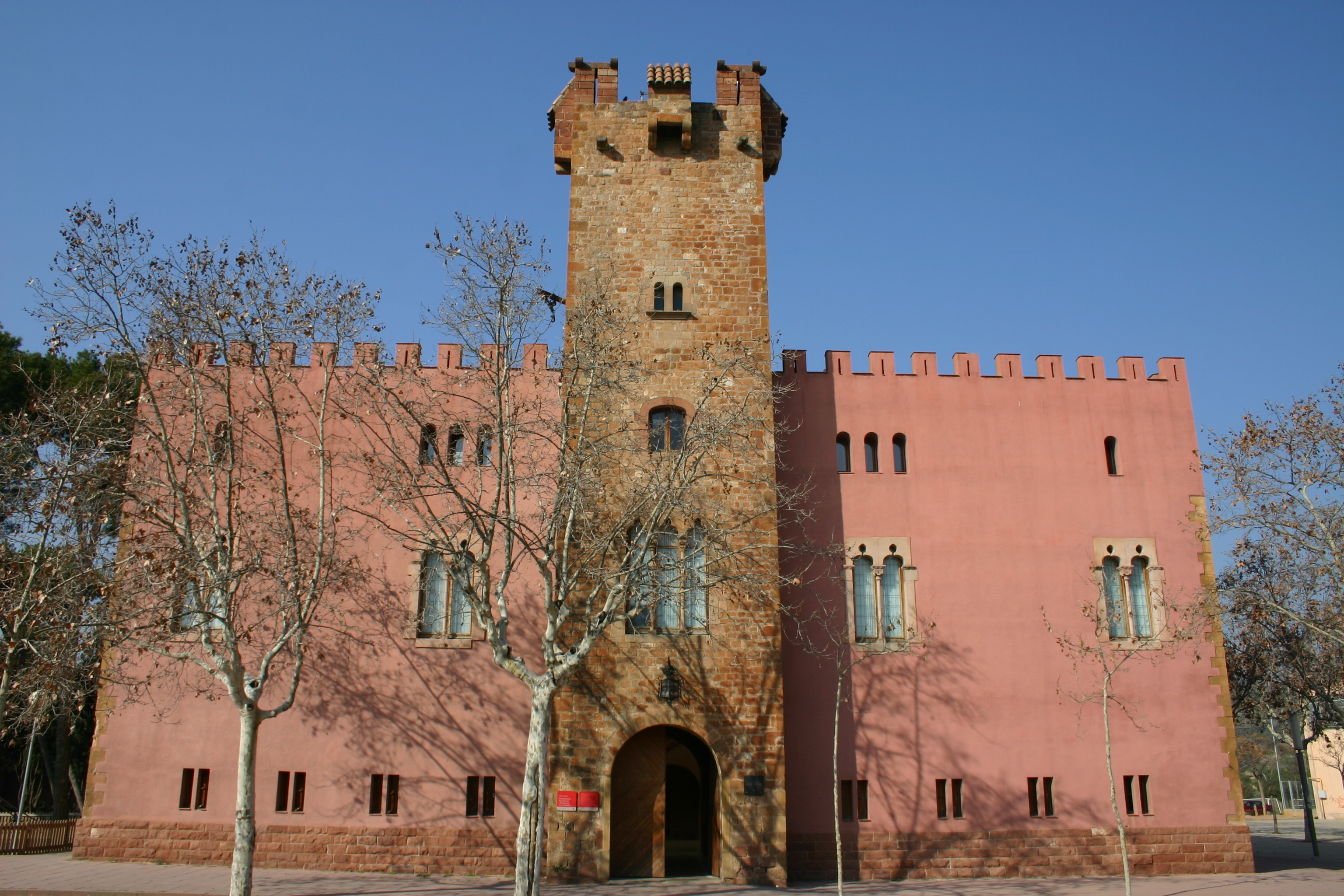
Torre Roja
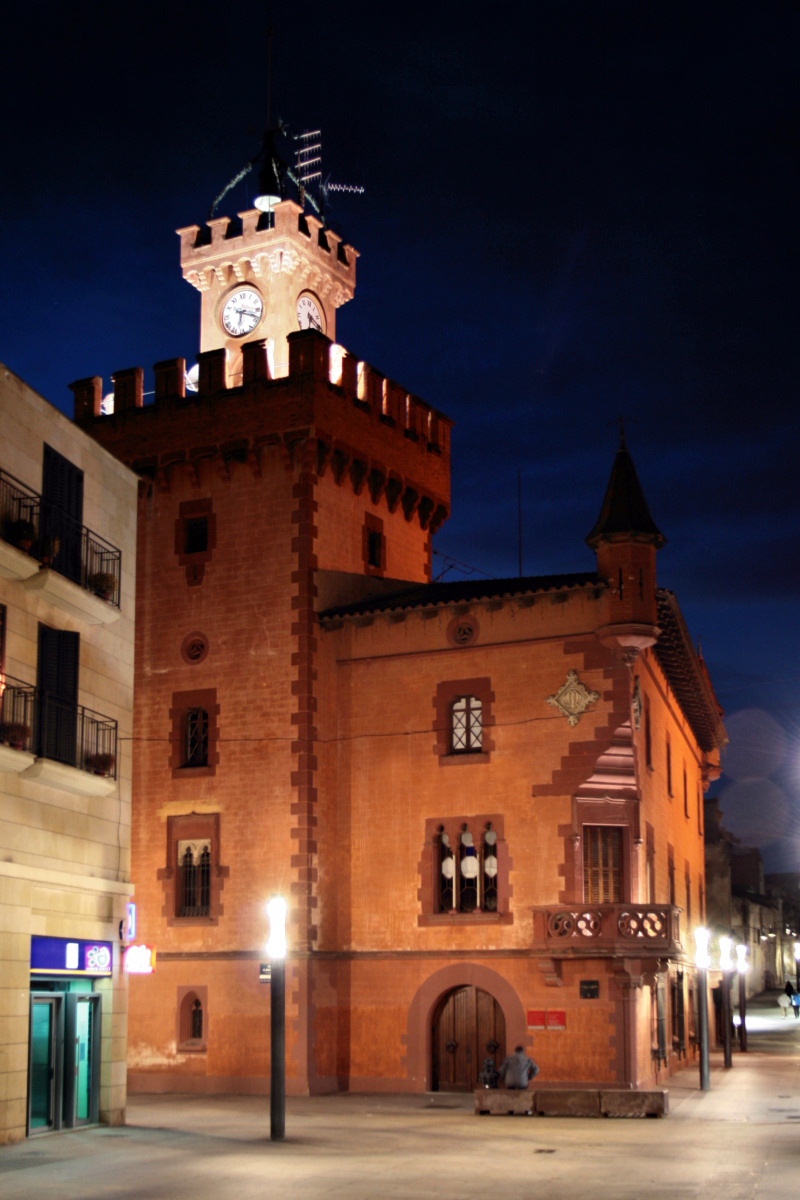
Can Modolell, actual Ajuntament
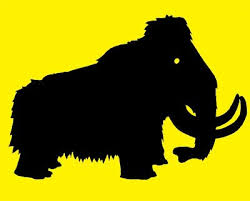
Símbol entitat cultural: Colla del Mamut de Viladecans
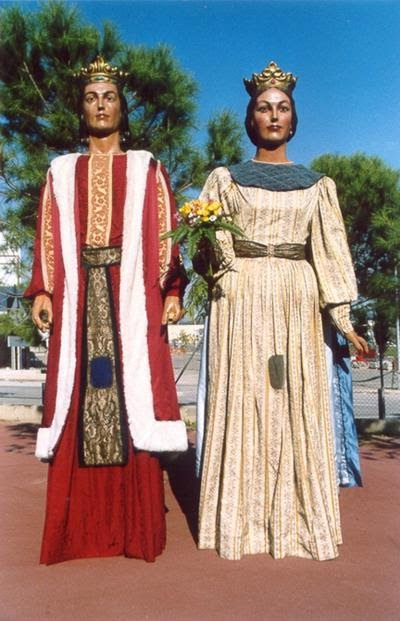
Gegants de Viladecans
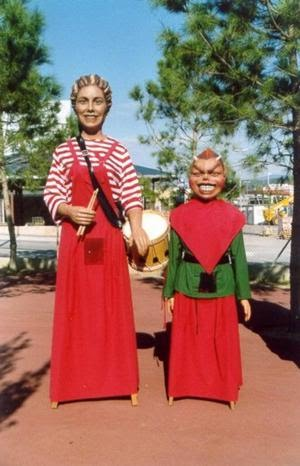
Gegantons de Viladecans
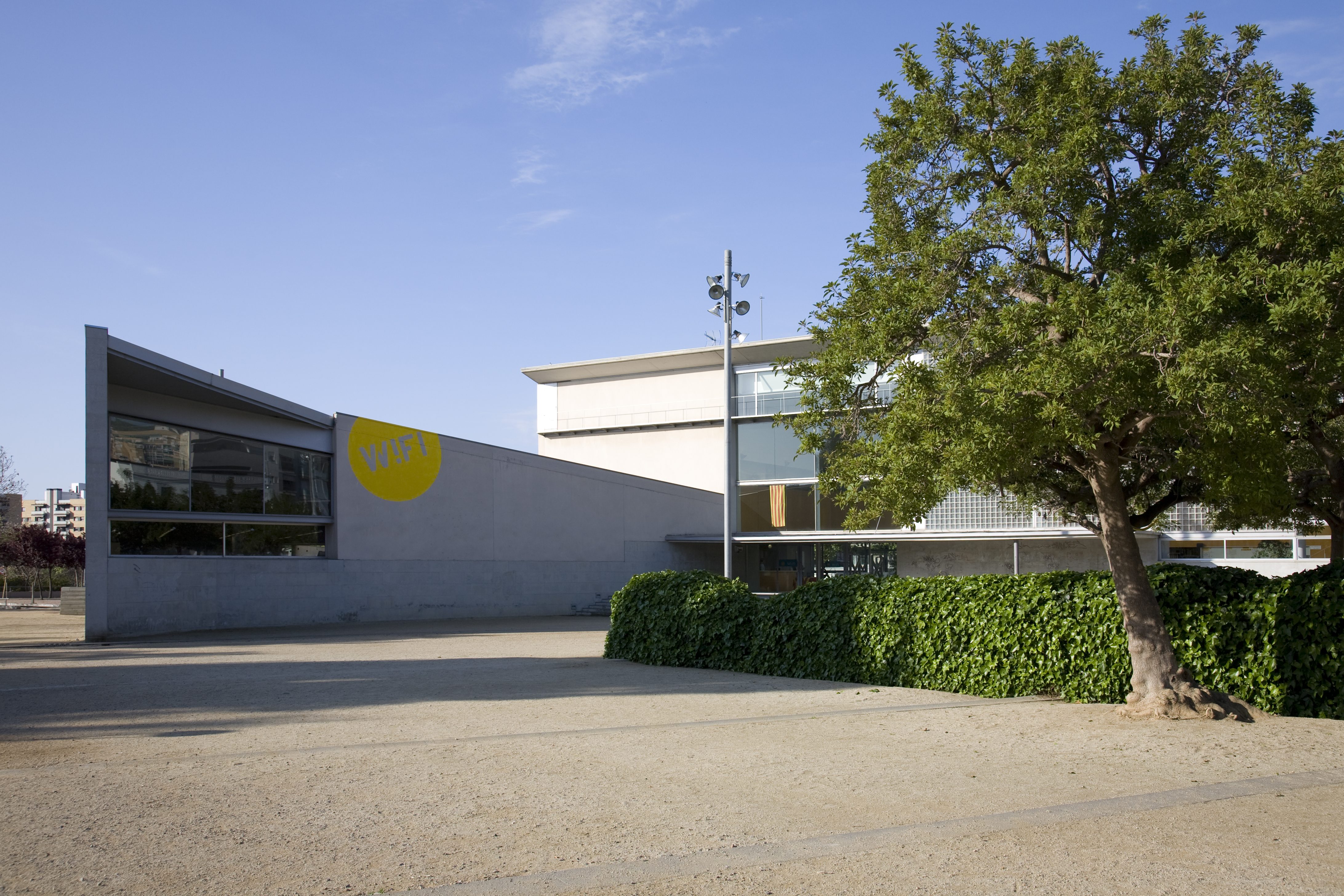
Parc de Can Xic i Biblioteca de Viladecans
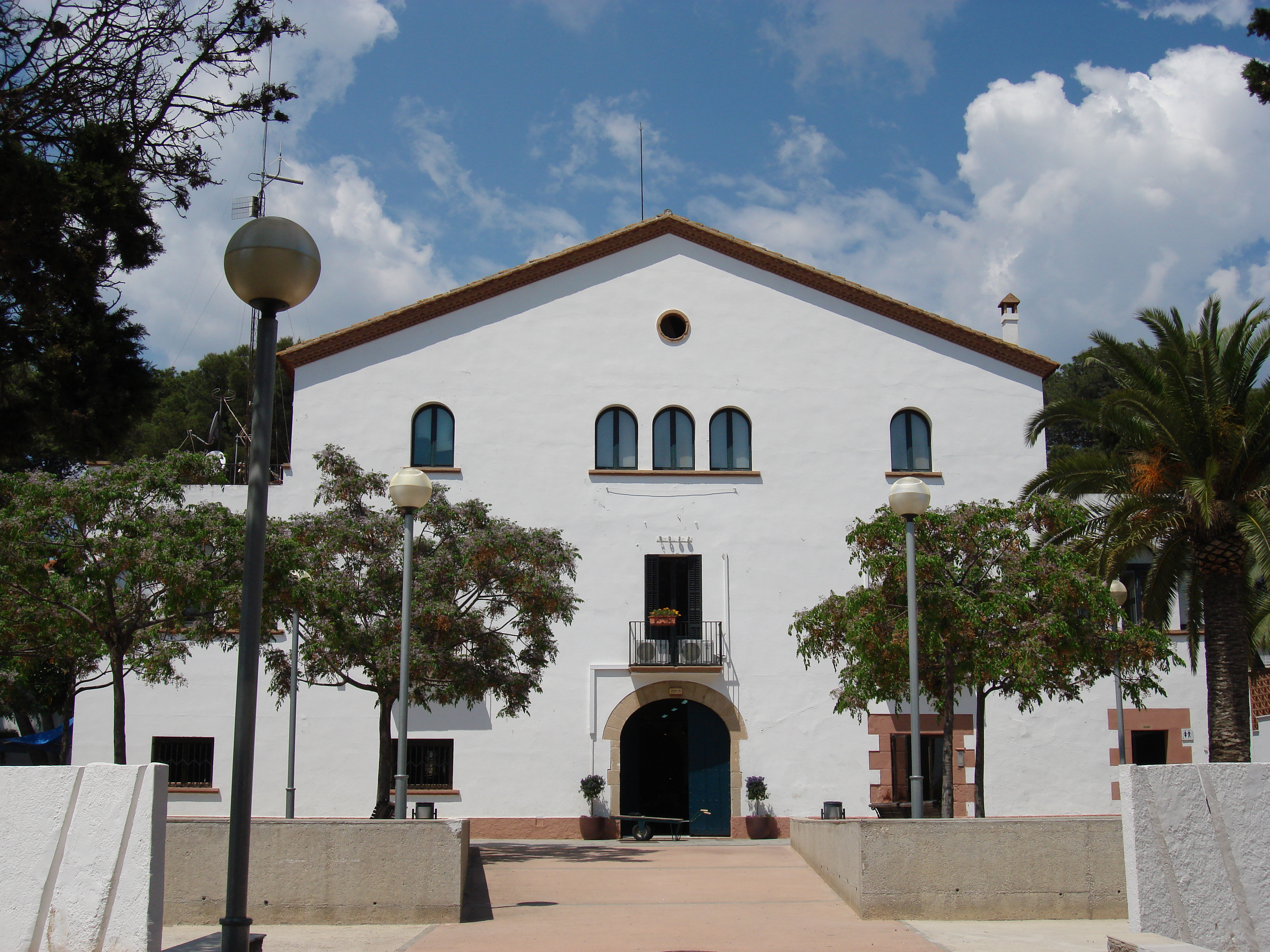
Can Sellarès
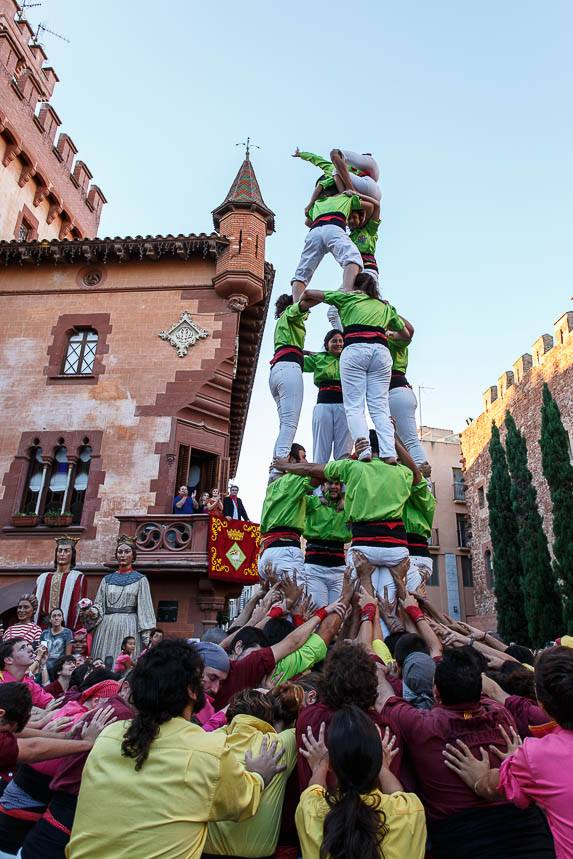
Castellers de Viladecans a la Plaça de la Vila
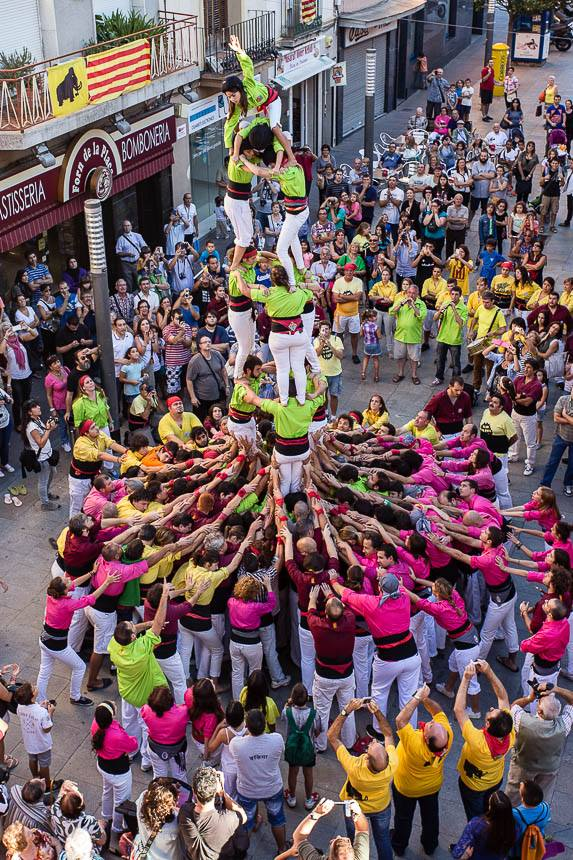
Castellers a la Plaça de la Vila
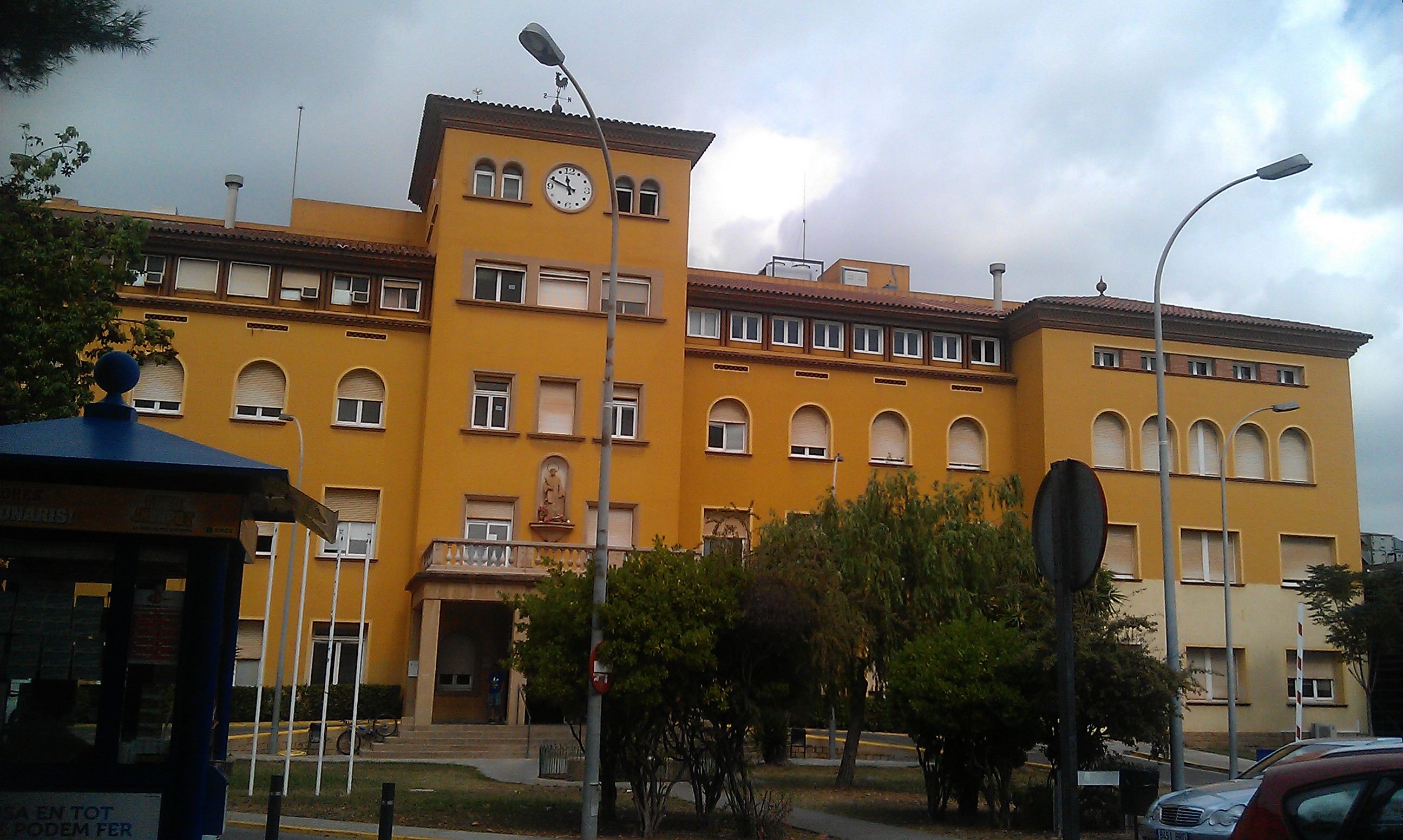
Hospital de Sant Llorenç
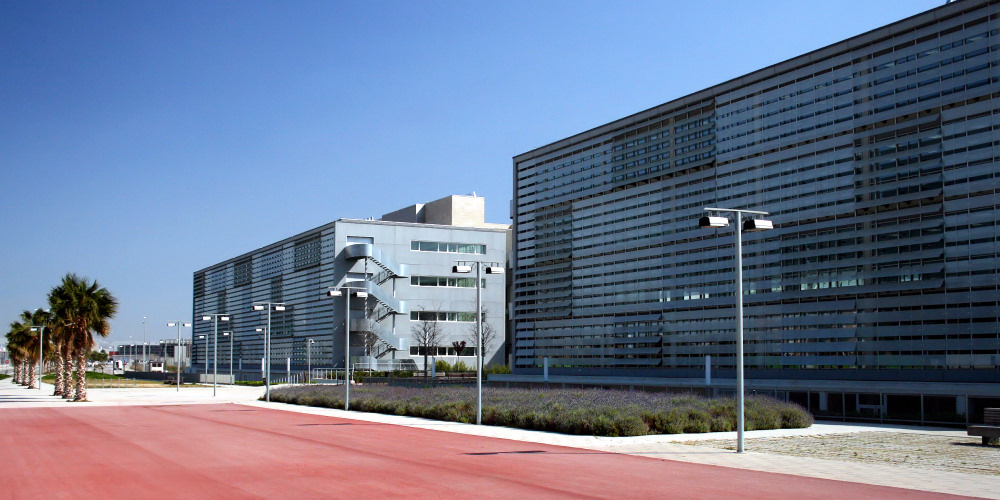
Viladecans Business Park
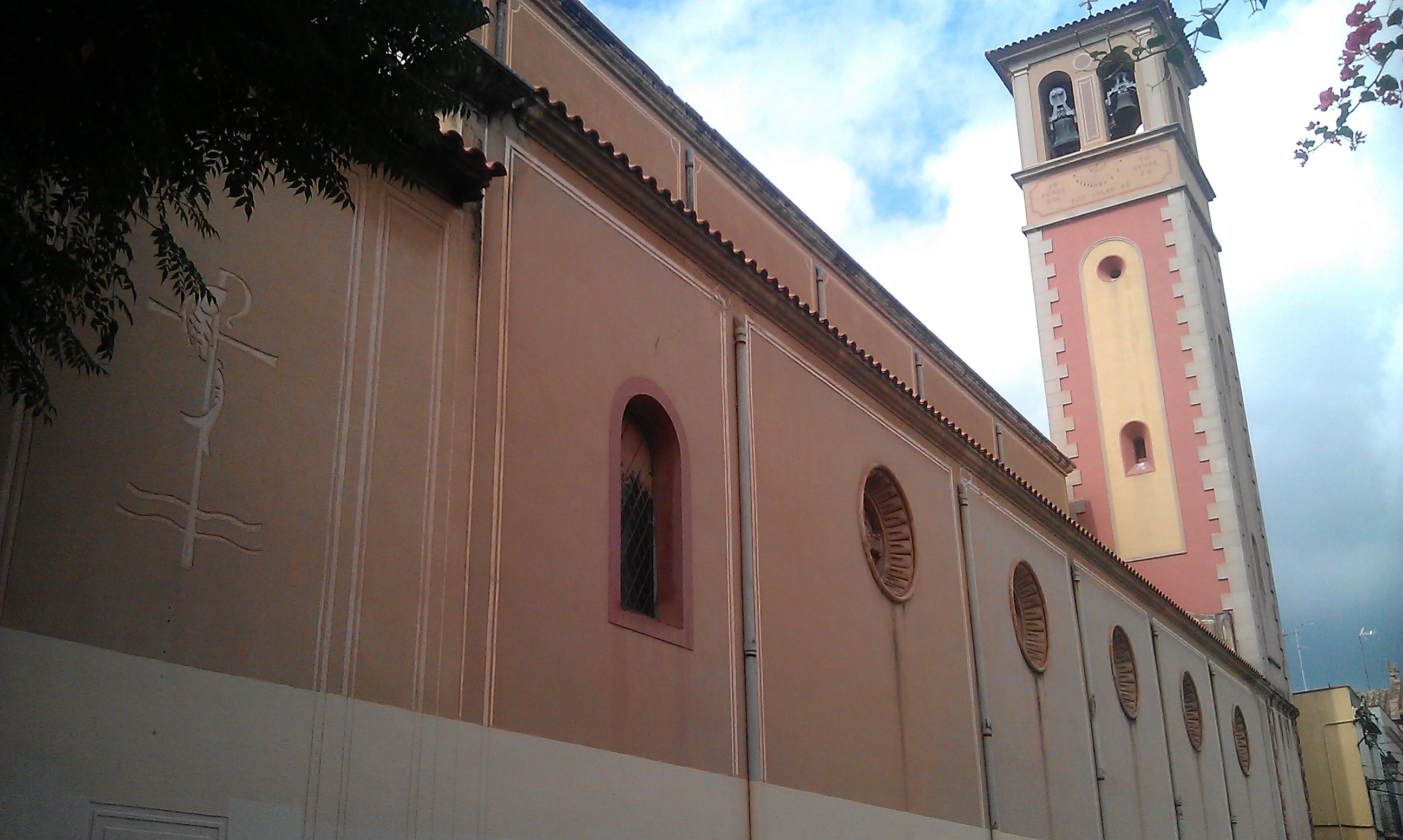
Parròquia de Sant Joan de Viladecans
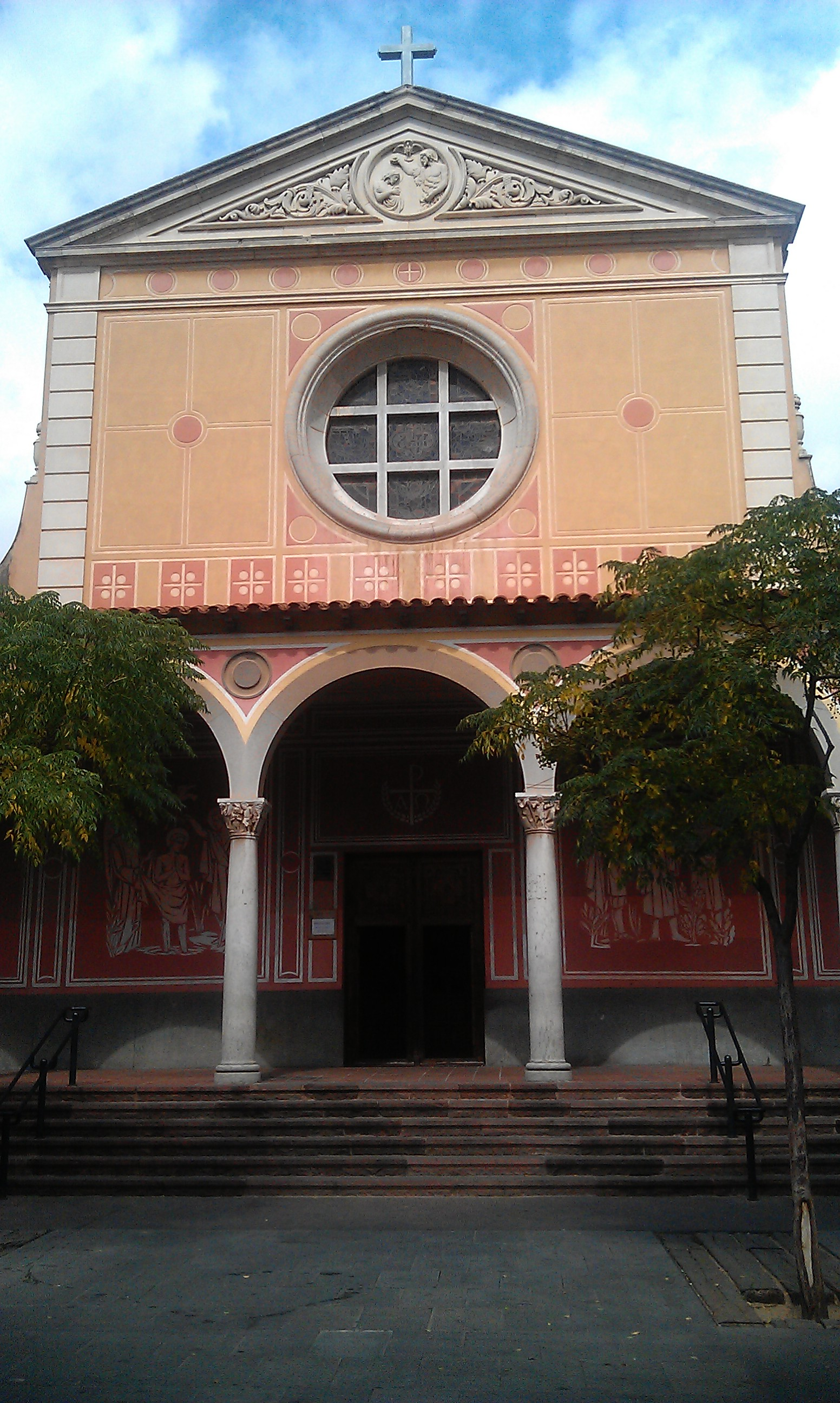
Església de Sant Joan
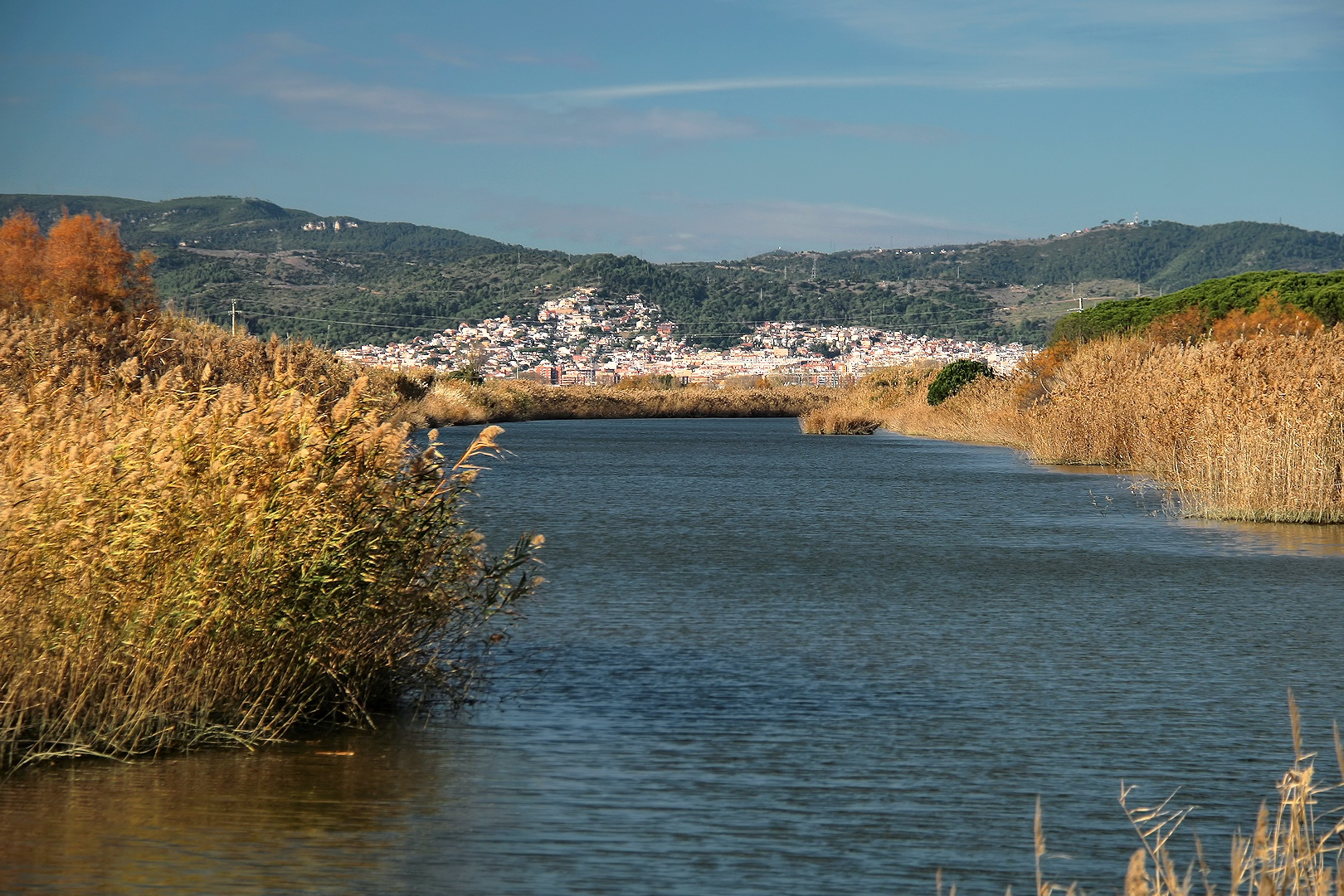
Riera de Sant Climent i la ciutat de Viladecans al fons
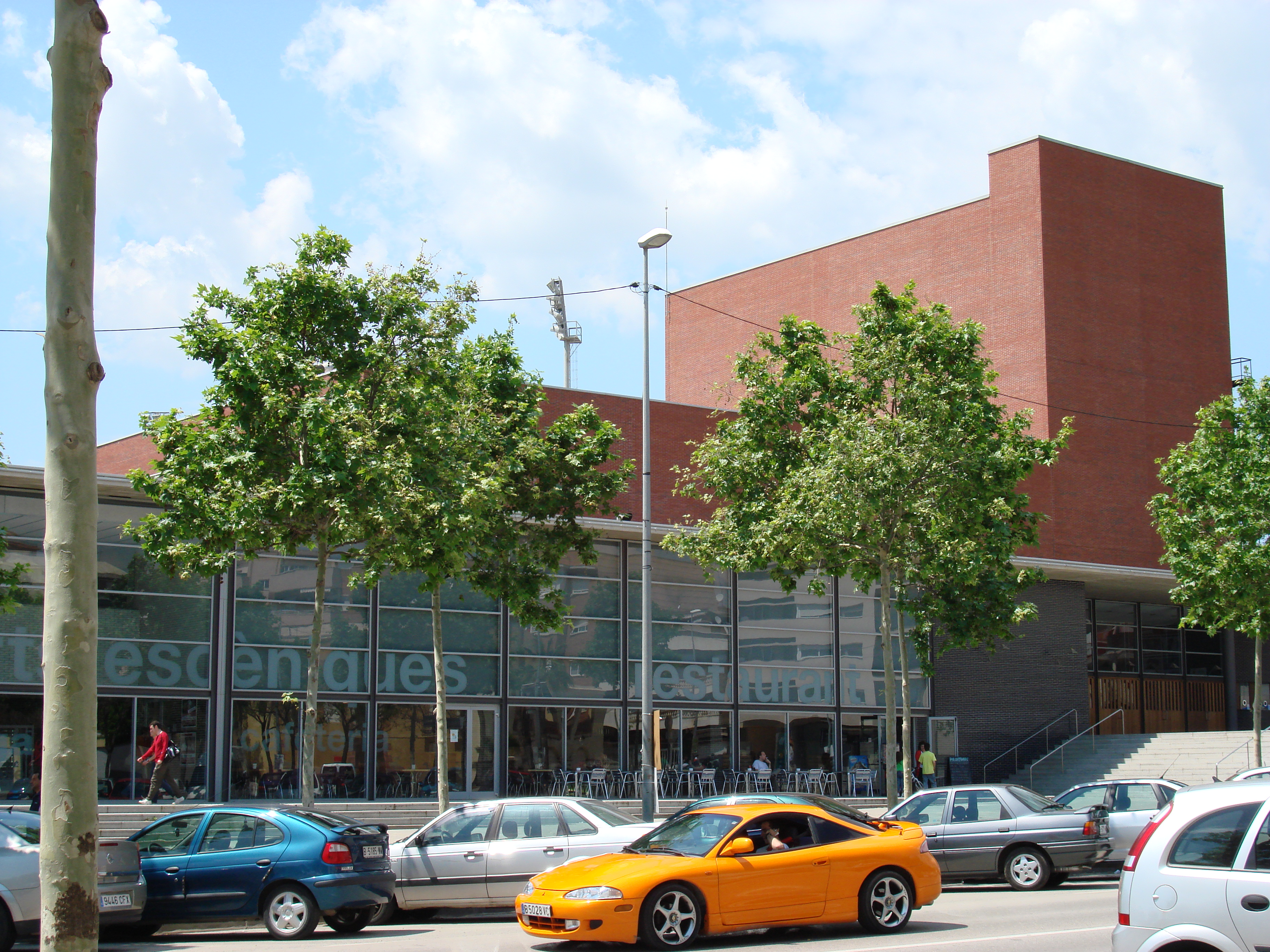
Atrium Viladecans
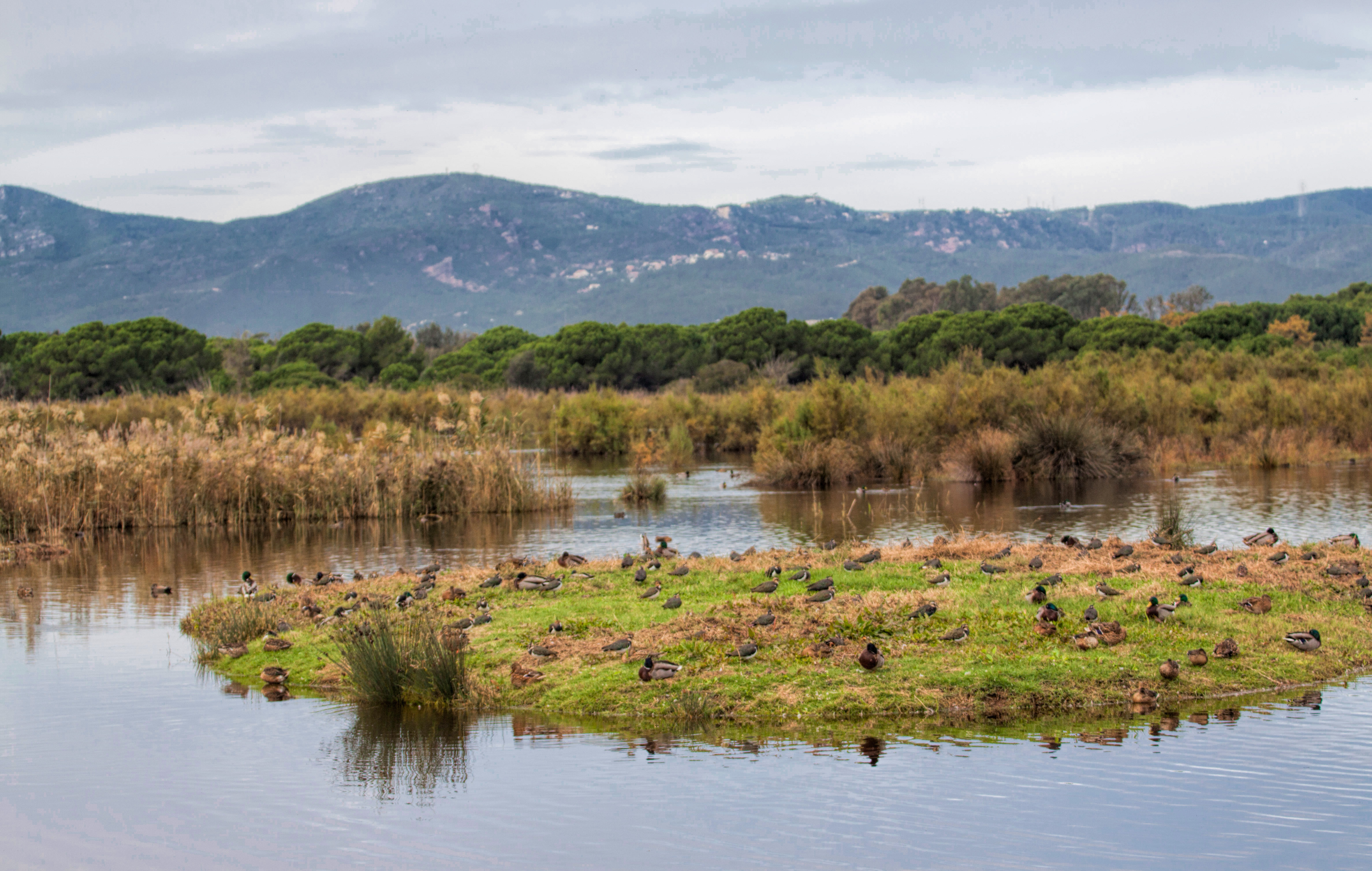
Espai natural del Remolar-Filipines
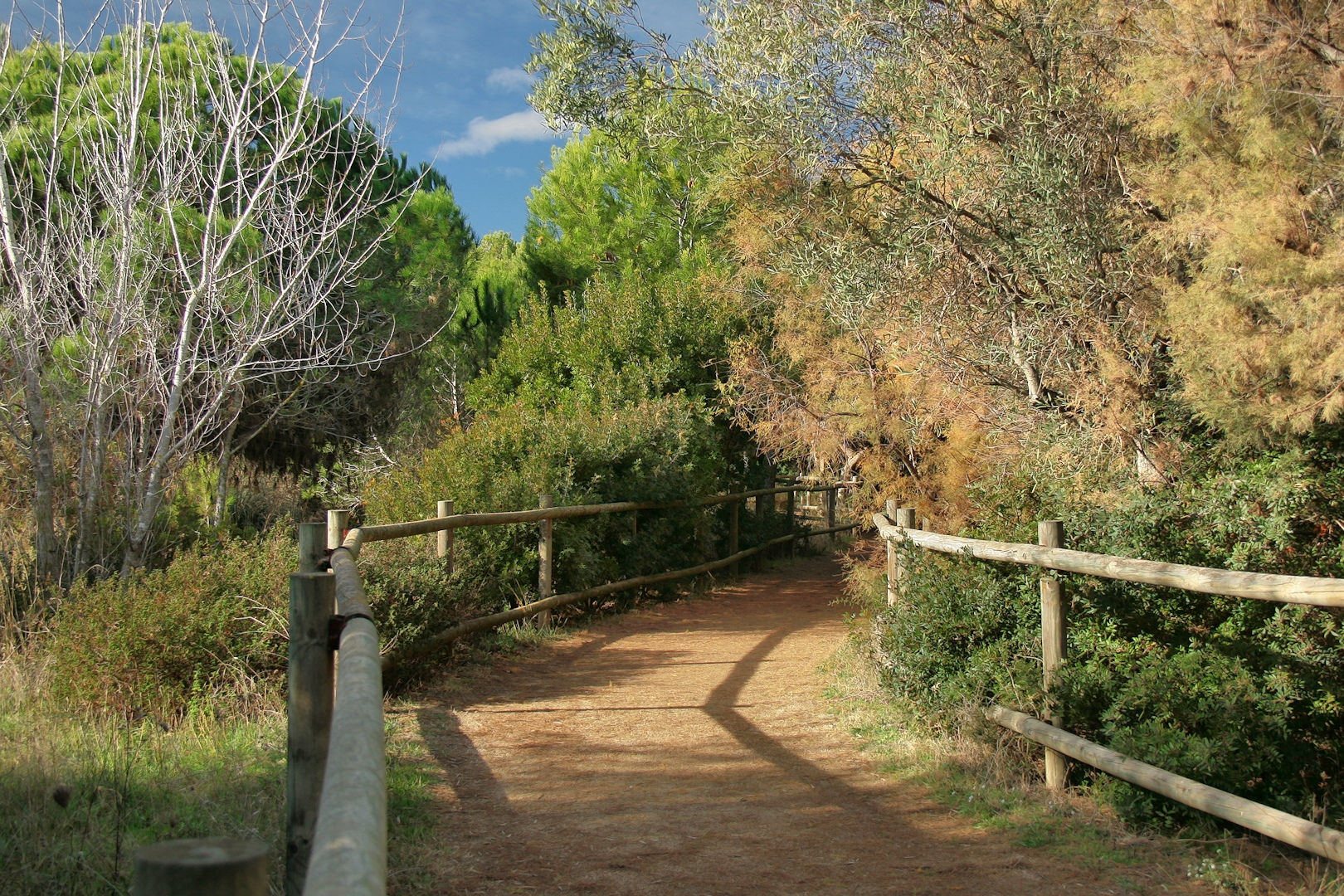
Espai natural del Remolar-Filipines
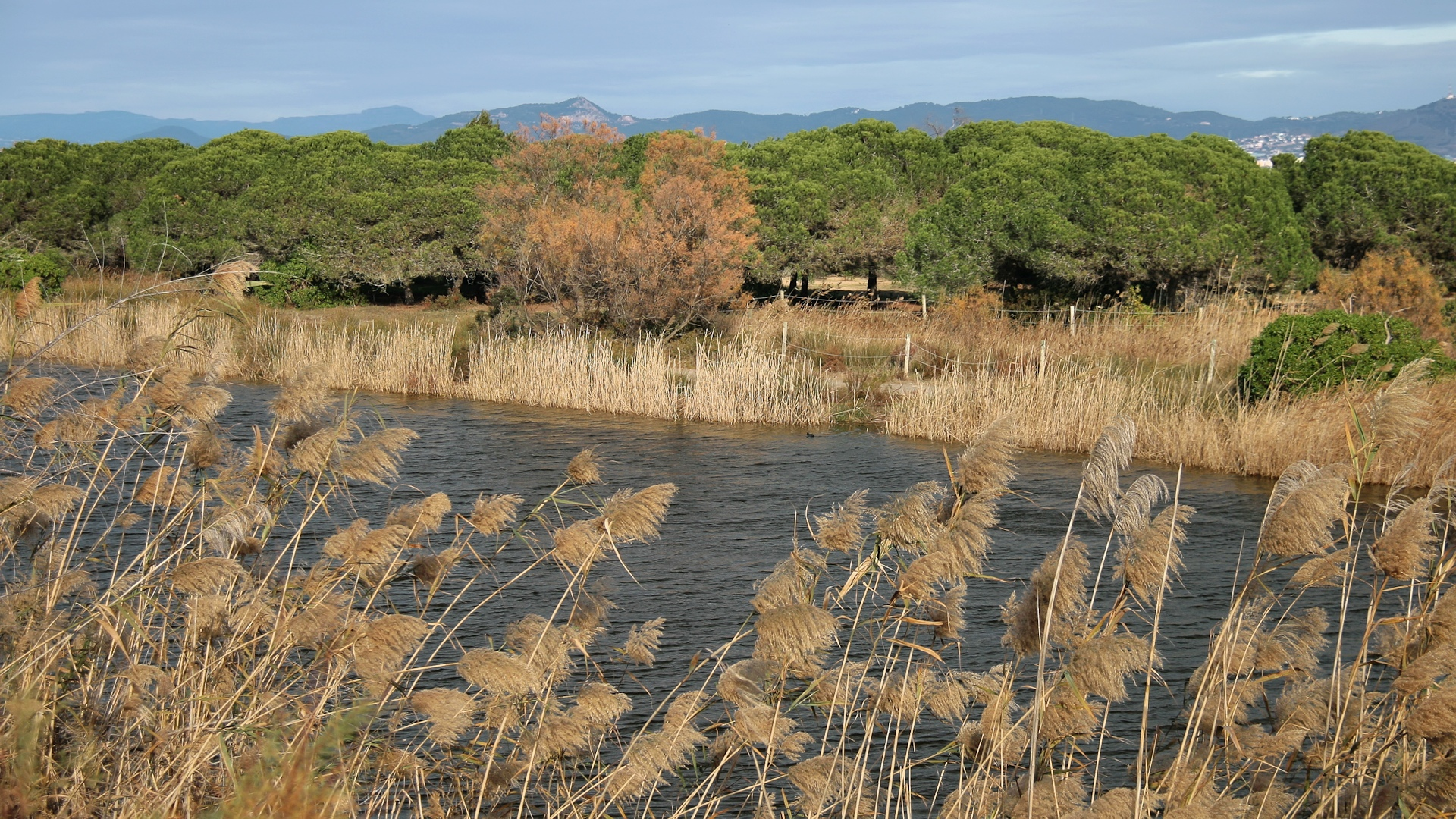
Espai natural del Remolar-Filipines
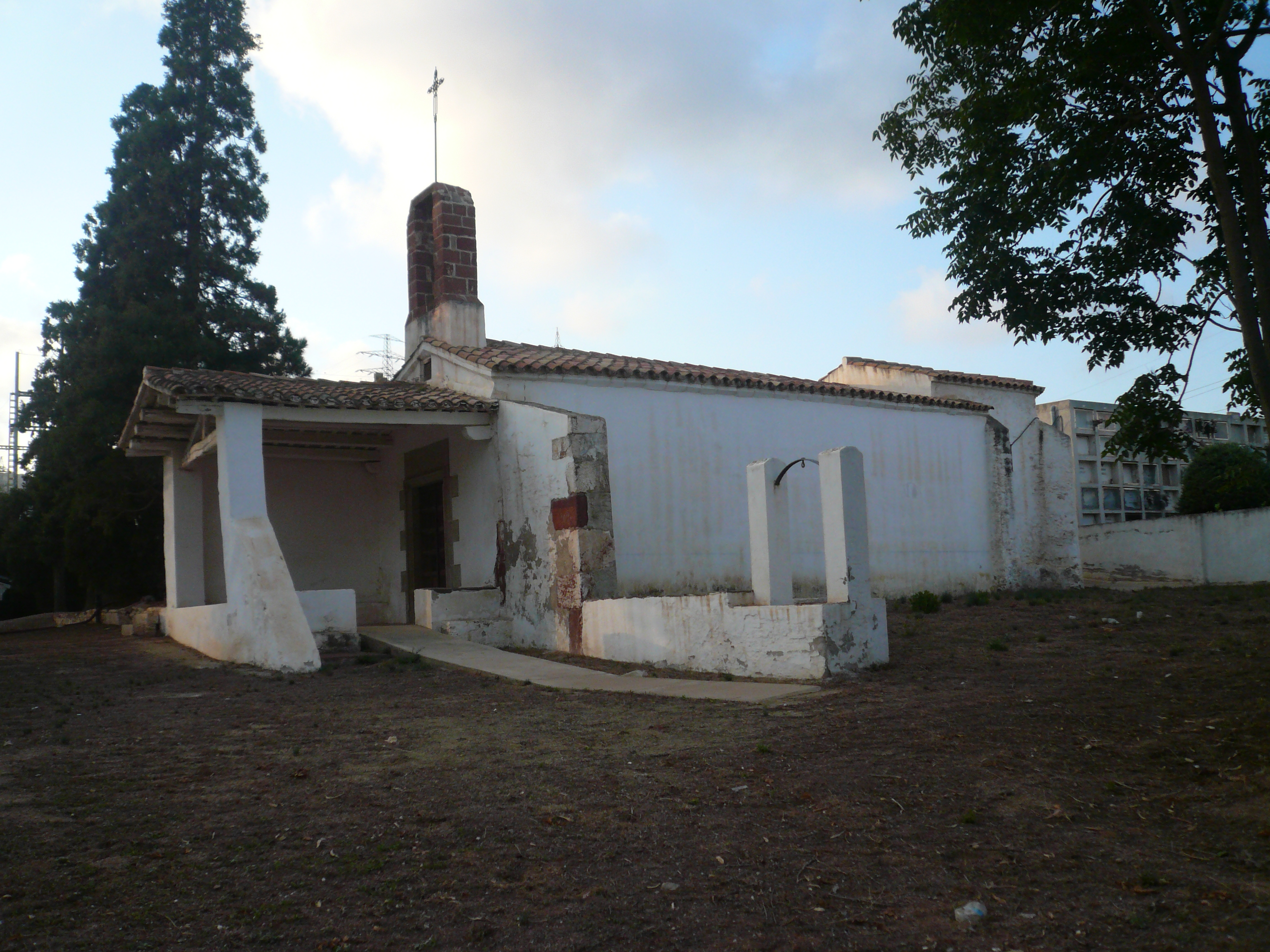
Ermita de Sales
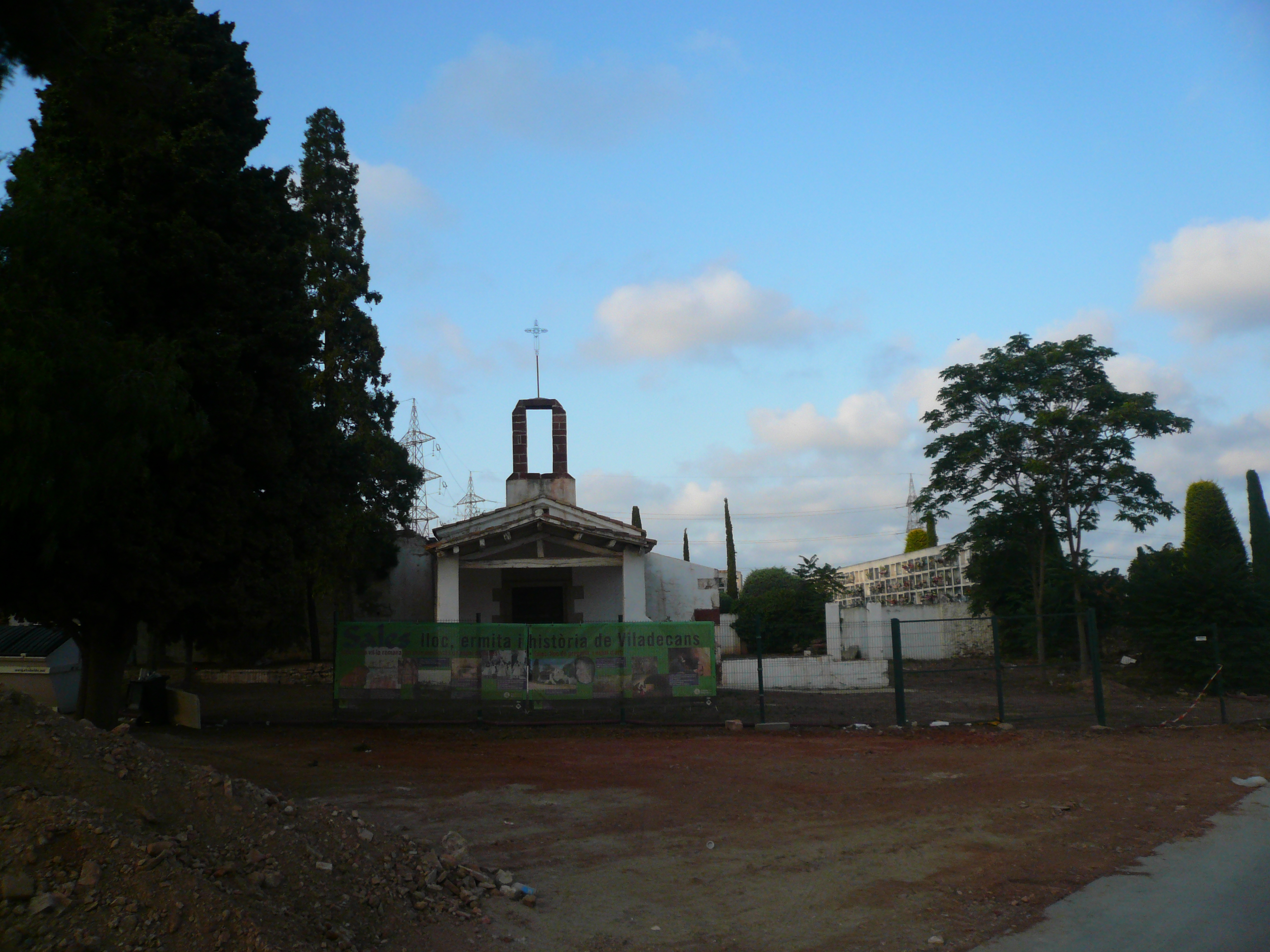
Ermita de Sales durant la seva restauració a principis del segle XXI
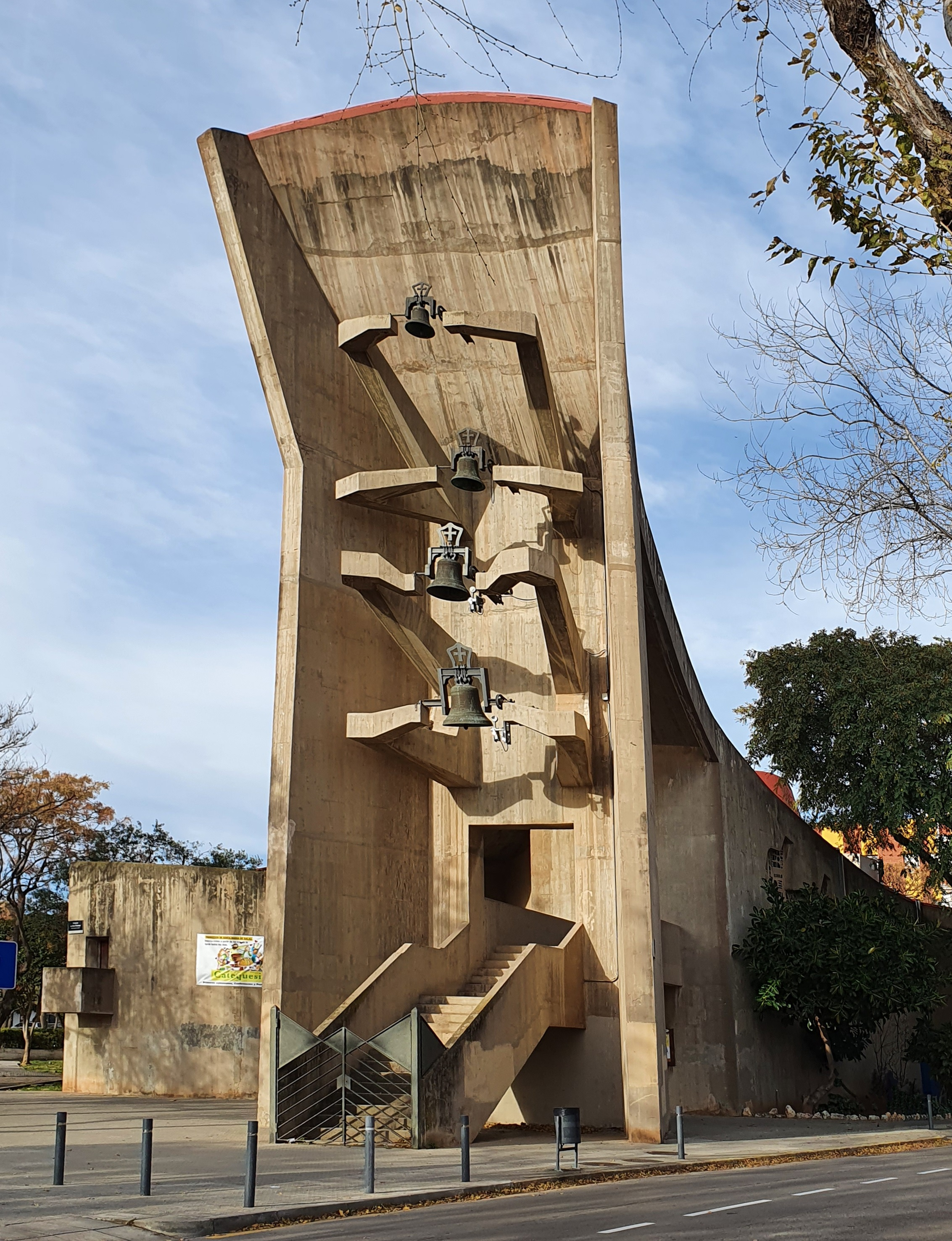
Nova església de Santa Maria de Sales
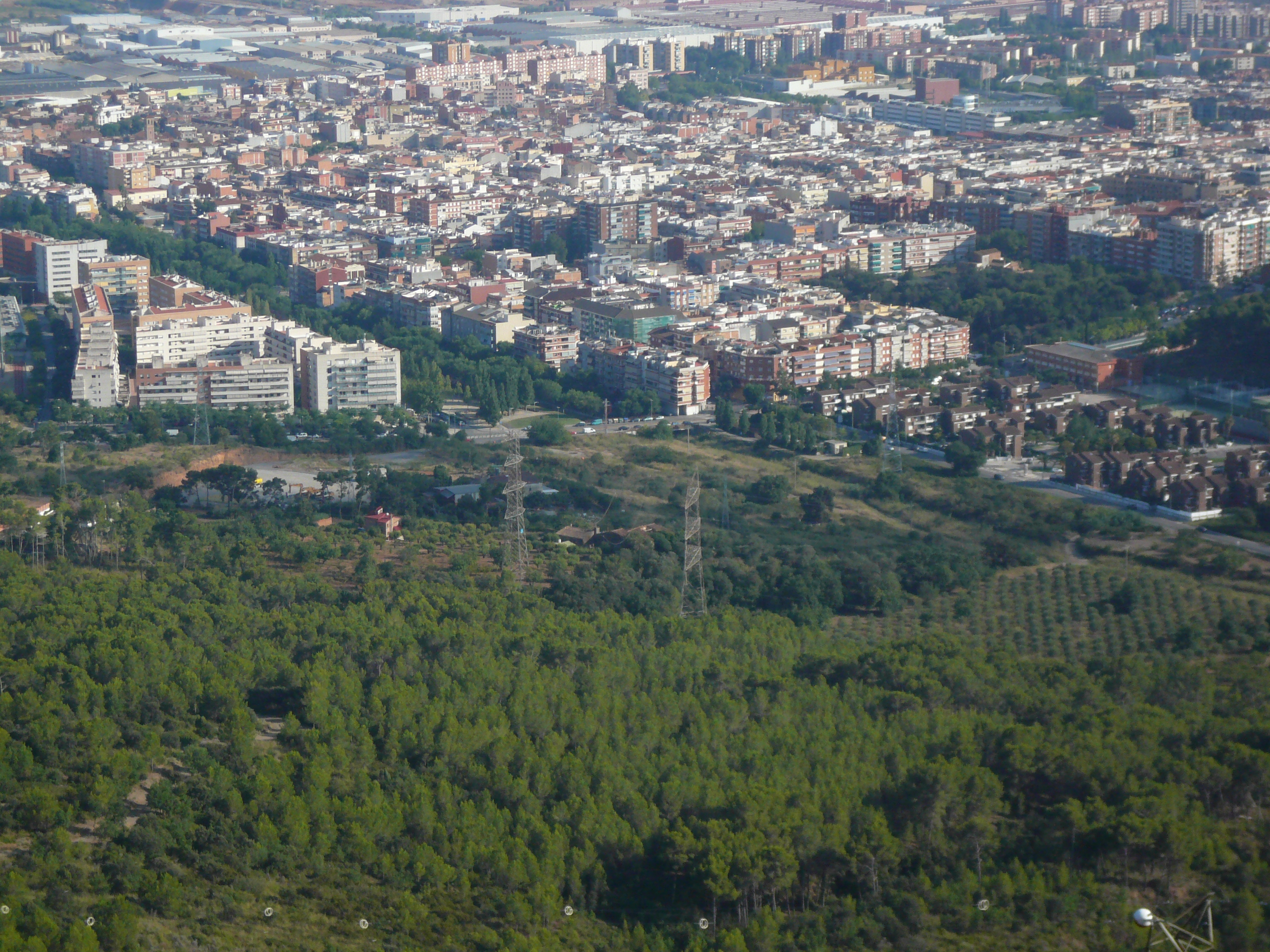
Viladecans des de Sant Ramon
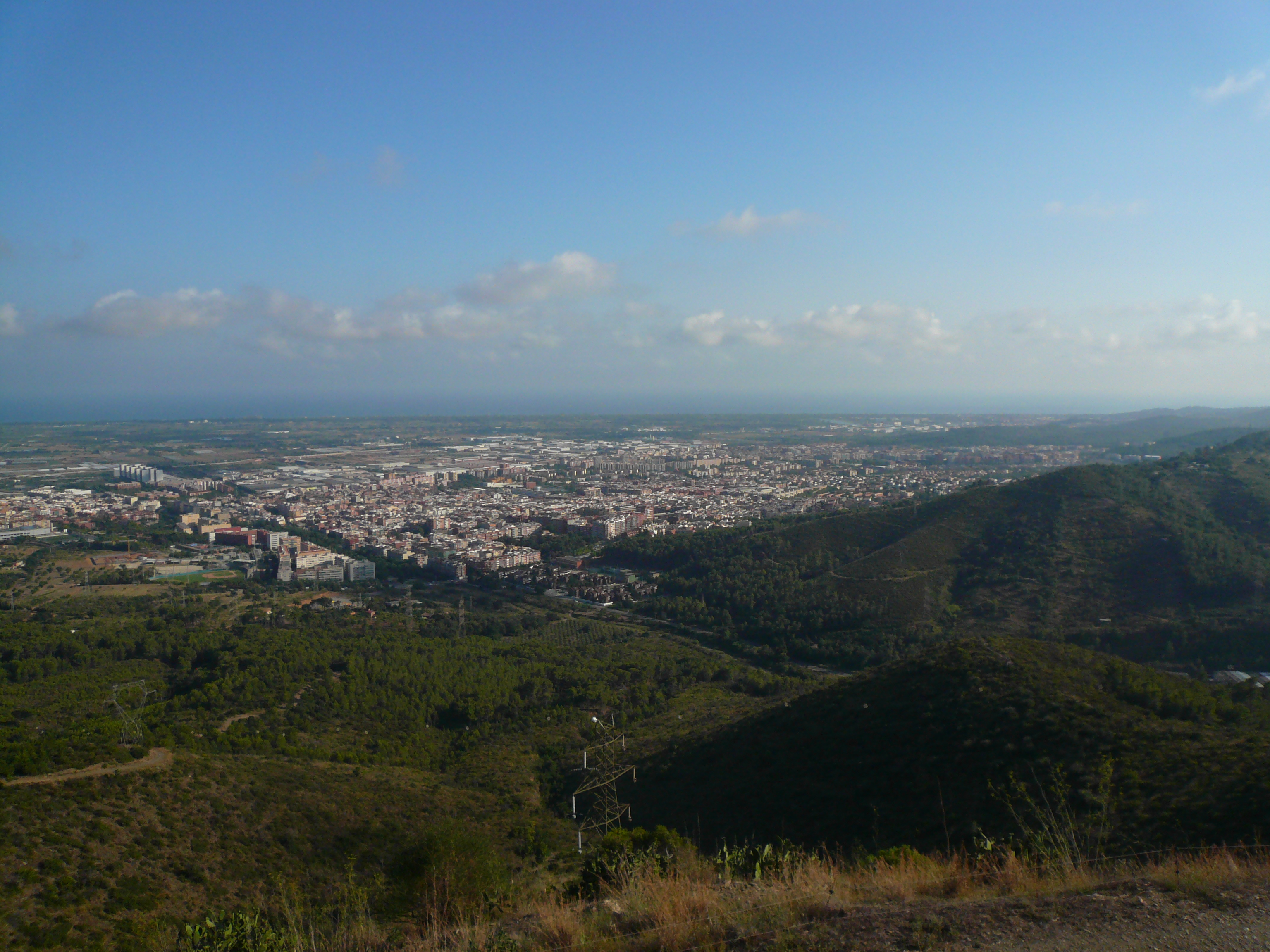
Viladecans des de Sant Ramon
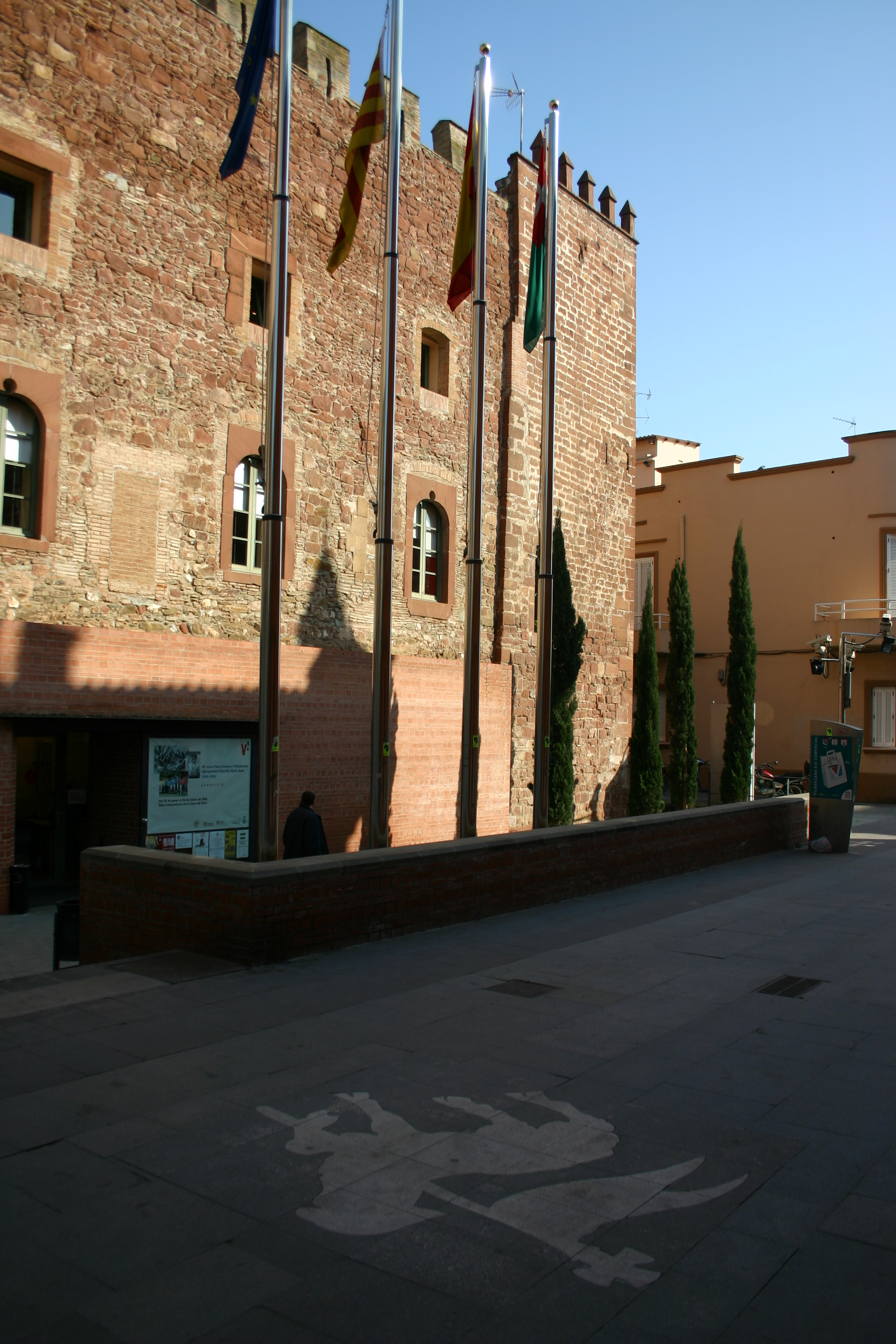
Torre del baró
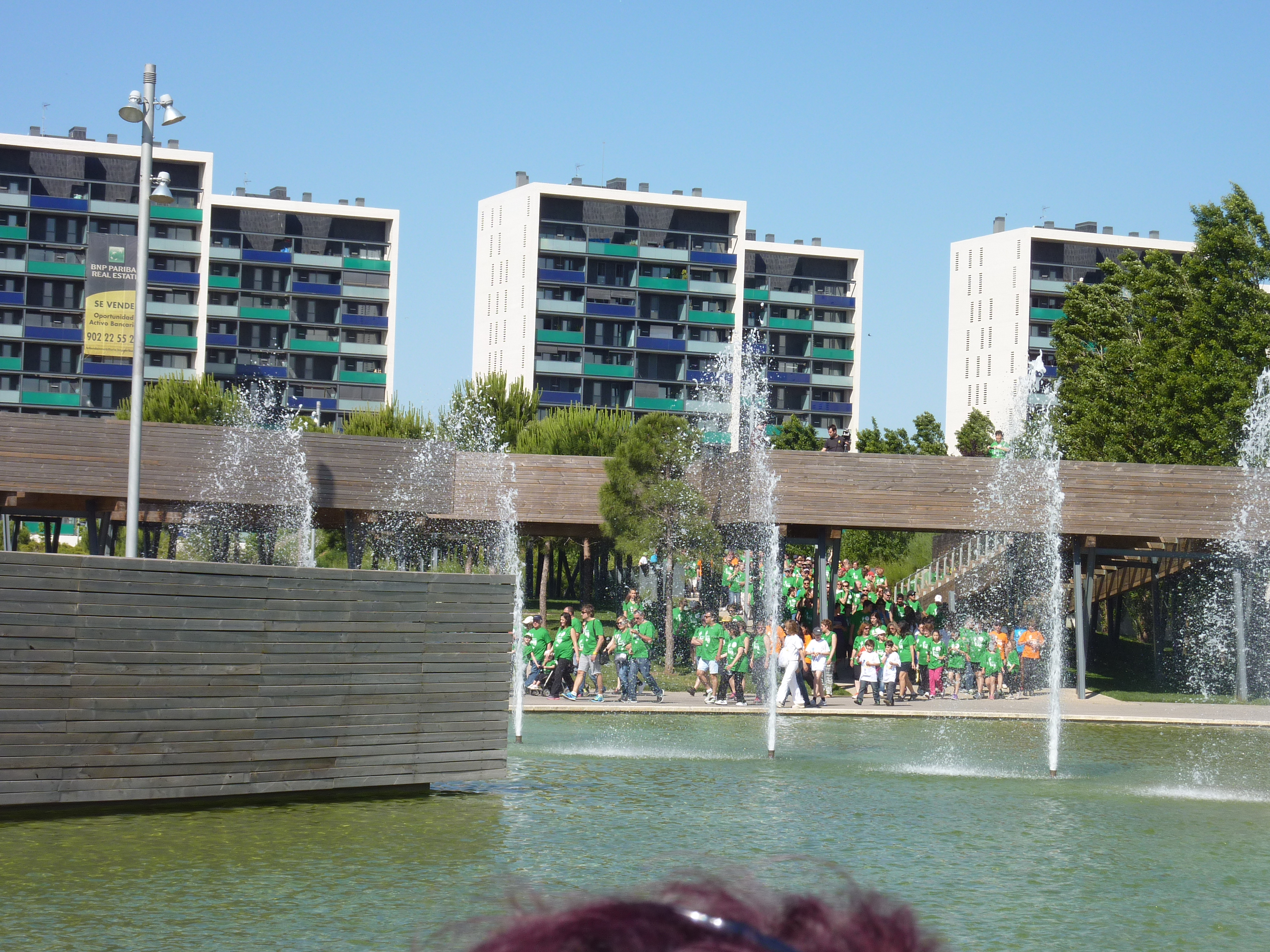
Parc de la Marina i edificis al fons on es troba el Centre Comercial Vilamarina
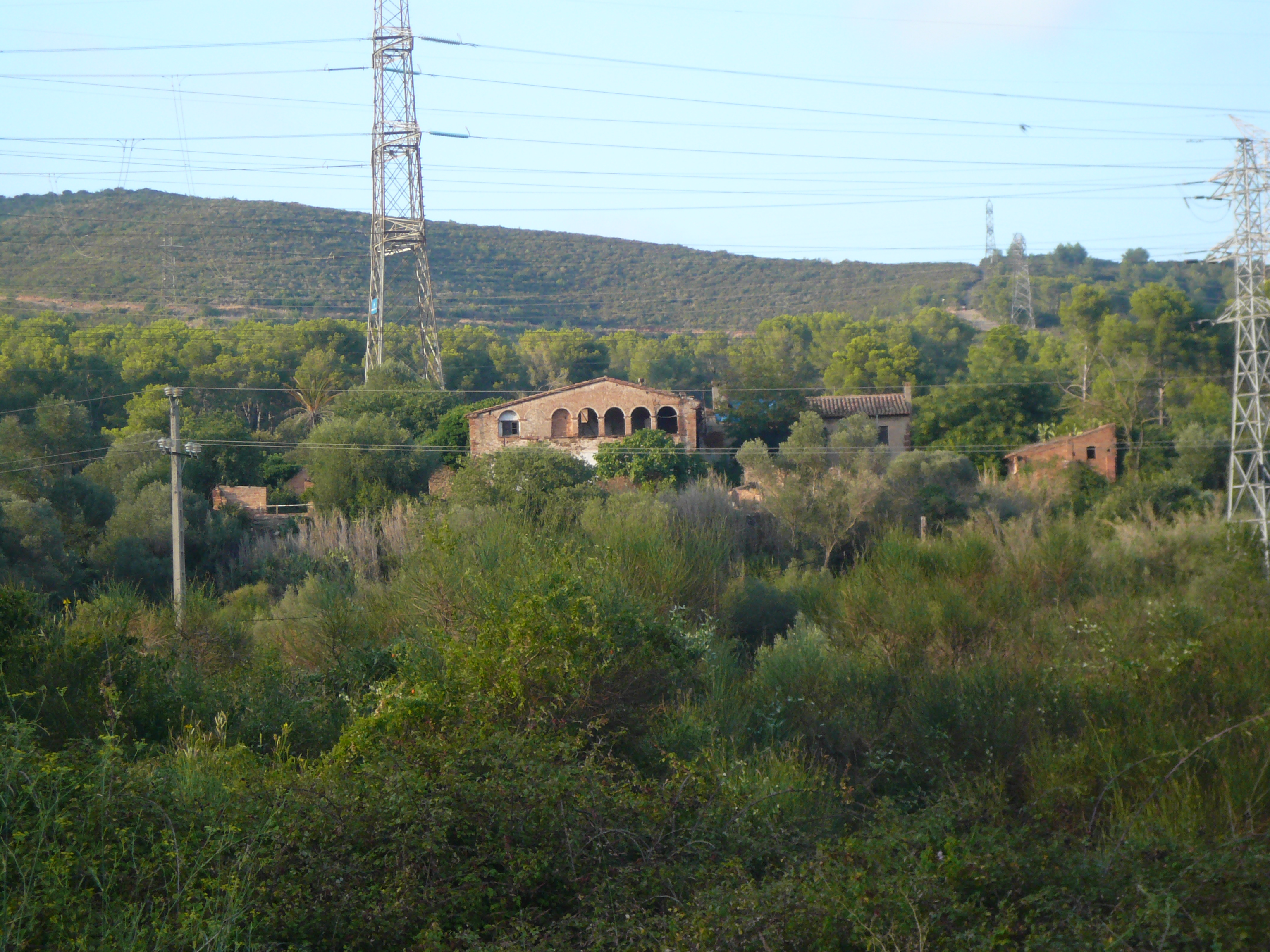
Masia Can Sala o Can Menut (s.XIII)
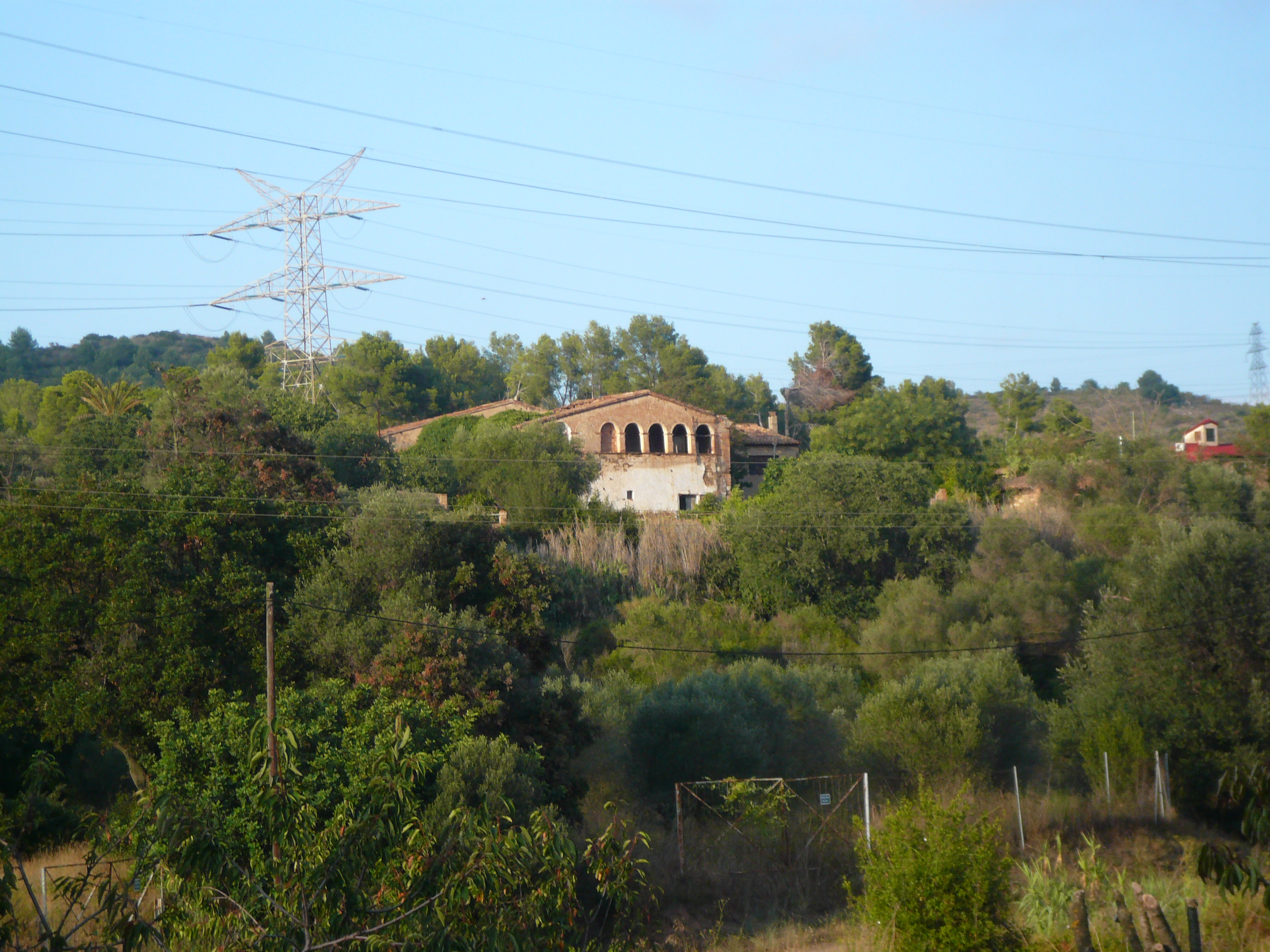
Masia Can Sala o Can Menut (s.XIII)
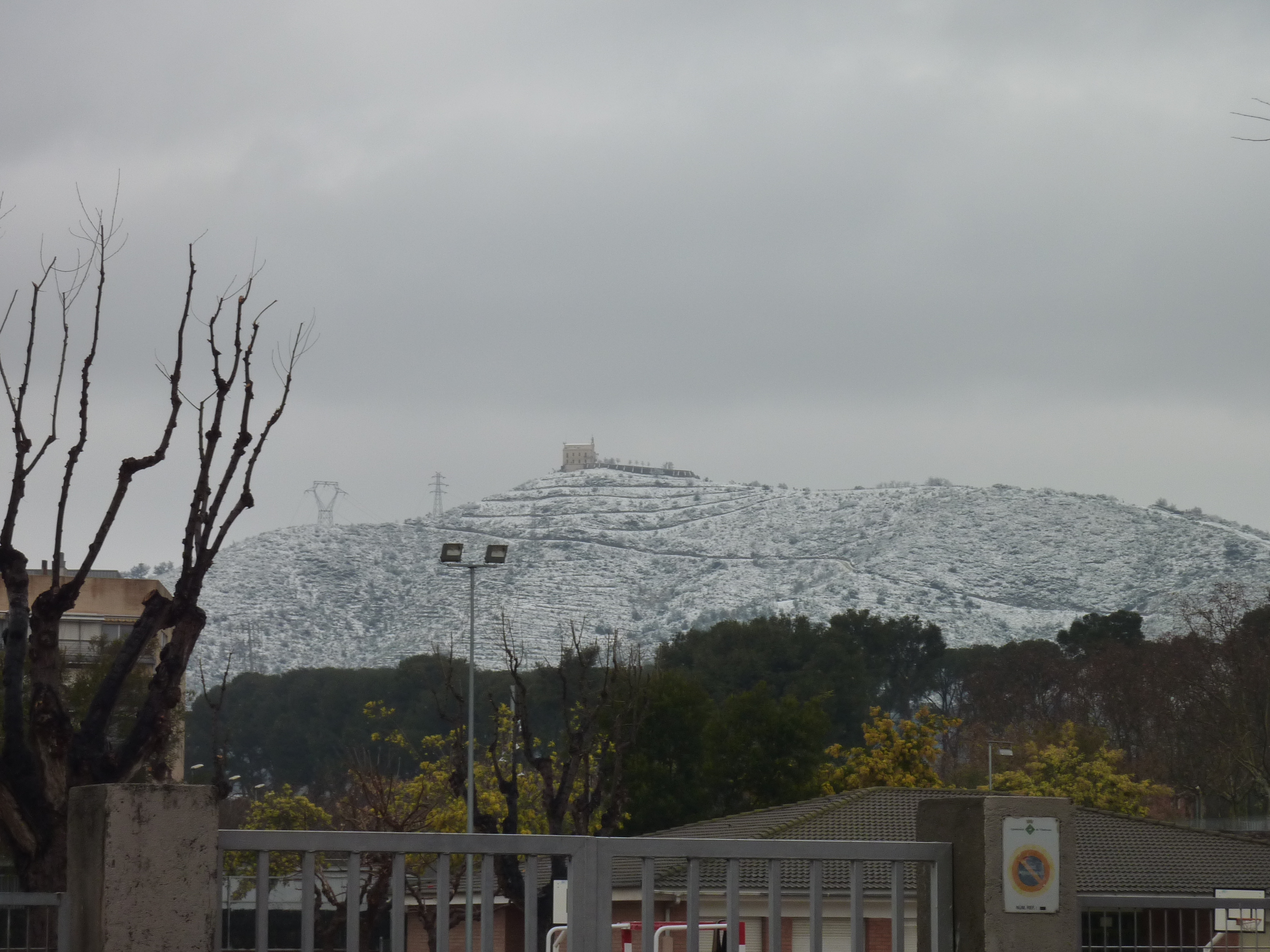
Nevada a Viladecans: muntanya de Sant Ramon nevada
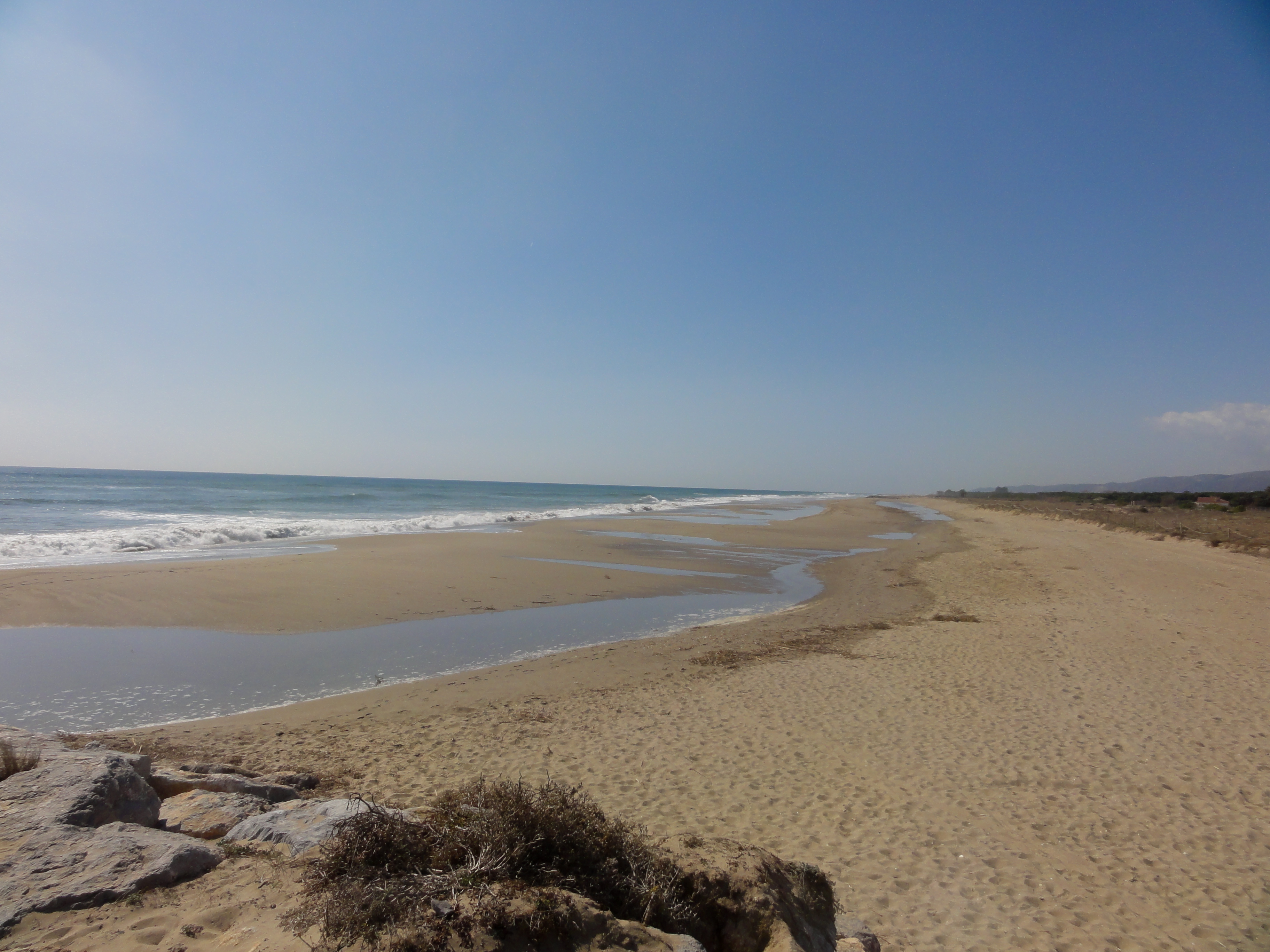
Platja de la Pineda (Viladecans)